# Kareem Abdul-Jabbar
Kareem Abdul-Jabbar, nato Ferdinand Lewis Alcindor Jr. (New York, 16 aprile 1947), è un ex cestista e allenatore di pallacanestro statunitense, professionista nella NBA. Fuori dal campo si è distinto in qualità di scrittore, attore e attivista.
Conosciuto in precedenza come Lew Alcindor, nel 1971 cambiò nome in seguito alla conversione all'Islam. Frequentò la Power Memorial Academy di New York City dove vinse tre campionati liceali di pallacanestro consecutivi. Fu poi reclutato dall'Università della California - Los Angeles per giocare con i Bruins di John Wooden, con cui vinse tre campionati NCAA e tre premi di Most Outstanding Player in altrettante stagioni. Eleggibile per il draft NBA 1969, fu scelto dai Milwaukee Bucks con la prima scelta assoluta. Dopo aver vinto il premio di Rookie of the Year, al suo secondo anno nella lega si aggiudicò il premio di MVP e conquistò il titolo, venendo anche eletto MVP delle finali. Con i Bucks vinse altri due premi di MVP, prima di essere scambiato ai Los Angeles Lakers nel 1975. Nelle prime due stagioni in gialloviola fu premiato con altri due MVP. Nella stagione 1979-1980 si confermò nuovamente come MVP e contribuì, insieme al rookie Magic Johnson, alla vittoria del titolo. Fu il primo di cinque successi conseguiti durante la cosiddetta era dello Showtime, a cui si aggiunse il suo secondo MVP delle finali nel 1985. Nel 1989, all'età di 42 anni, annunciò il ritiro.
In 20 anni di carriera professionistica, Abdul-Jabbar ha raggiunto le finali NBA 10 volte, trionfando in 6 occasioni (1971, 1980, 1982, 1985, 1987, 1988). È l'unico giocatore ad aver vinto 6 MVP della regular season (1971, 1972, 1974, 1976, 1977, 1980), 3 con i Bucks e 3 con i Lakers. È stato nominato 2 volte MVP delle Finali (1971, 1985) con i Los Angeles Lakers e Milwaukee Bucks. È stato selezionato 19 volte per l'All-Star Game ed è stato inserito 15 volte negli All-NBA Team e 11 volte negli All-Defensive Team. L'NBA lo ha inserito nella lista dei migliori 11 giocatori di sempre stilata nel 1980 in occasione del 35º anniversario, per poi essere confermato in quelle dei 50 migliori (1996) e 75 migliori (2021).
Con 38.387 punti al momento del suo ritiro, Abdul-Jabbar è rimasto il miglior marcatore della storia della NBA per quattro decenni, dal 5 aprile 1984 al 7 febbraio 2023, quando è stato superato da LeBron James. Ad oggi rimane il primo di sempre per tiri dal campo realizzati (15.837) e per partite vinte (1.074), mentre risulta secondo per minuti totali (57.446). È terzo nella storia per stoppate (3.190), dietro Hakeem Olajuwon e Dikembe Mutombo, e per rimbalzi (17.440), dietro Wilt Chamberlain e Bill Russell. Risulta secondo per partite giocate in regular season (1.560) dietro al solo Robert Parish (1.611). Con 5.660, è il centro con più assist di tutti i tempi.
All'infuori dello sport ha intrapreso la carriera di scrittore, pubblicando diversi libri, alcuni dei quali diventati bestseller. Si è anche cimentato nel mondo del cinema e della televisione, spesso nel ruolo di cameo o guest star oltre che aver svolto il ruolo di narratore per gli speciali Black Patriots di History, che gli sono valsi due nomination ai Primetime Emmy Award come miglior narratore, nel 2020 e nel 2022.
Fin da giovane è impegnato nella lotta per i diritti civili degli afroamericani, seguendo l'esempio di grandi personalità quali Martin Luther King e Malcolm X. Nel 2016 ha ricevuto dal presidente Barack Obama la medaglia presidenziale della libertà, la più alta onorificenza civile statunitense. Nel 2021 l'NBA gli ha dedicato il Social Justice Champion Award, premio conferito al giocatore più impegnato nel sociale.

## Biografia

### Infanzia
Ferdinand Lewis Alcindor Jr. nasce ad Harlem, New York, figlio unico di Cora Lillian (1918-1997) e Ferdinand Lewis Alcindor Sr. (1919-2005). Nel 1950 la famiglia si trasferisce nei Dyckman Street Projects di Inwood, quartiere di Upper Manhattan. Sua madre, di discendenza Cherokee, era alta 180 cm e lavorava come impiegata in un grande magazzino. Suo padre, soprannominato Big Al, era alto 190 cm e suo nonno, nativo di Trinidad e di origine Yoruba, superava i 200 cm. Alcindor Sr. era un musicista jazz, istruito alla Juilliard School, solito suonare nei locali di New York. Oltre alla musica, svolgeva anche il ruolo di agente di polizia ferroviaria. Al tempo a New York non era cosa comune vedere poliziotti afroamericani, che ricoprivano appena il 5% del NYPD, soprattutto in relazione alle rivolte della popolazione nera nei confronti delle autorità che avevano caratterizzato la storia recente di Harlem. Abdul-Jabbar parlerà approfonditamente di come ha vissuto la situazione nel saggio Black Cop's Kid, oltre che nella sua autobiografia Giant Steps, pubblicata nel 1983.
Vista la mancanza di fratelli e la presenza dei genitori limitata dai rispettivi lavori, si ritrovò spesso a dover affrontare la solitudine. Al tempo tra le sue passioni spiccavano il jazz, con particolare attenzione a Charlie Parker, Dizzy Gillespie e Thelonius Monk, a cui fu introdotto dal padre; il baseball, in quanto tifoso dei Brooklyn Dodgers, poi spostati a Los Angeles; e i libri. Fu la sua statura a indirizzarlo verso la pallacanestro. È infatti sempre stato molto alto per la sua età, tanto da creargli disagio durante l'adolescenza. Alla nascita misurava 57 cm di lunghezza. All'età di nove anni era già alto 173 cm. In terza media era alto 203 cm e poteva schiacciare, rendendolo già a quell'età una leggenda locale.

### Attivismo

#### L'incontro con Martin Luther King
Nel 1964, all'età di 17 anni, prese parte al programma estivo HARYOU (Harlem Youth Opportunities Unlimited), volto a contrastare la povertà di Harlem migliorando l'accesso all'istruzione e al lavoro dei giovani afroamericani del quartiere. Il suo ruolo era quello di giornalista e aveva quindi la possibilità di parlare e interagire con gli ospiti che il direttore del programma, John Henrik Clarke, era solito invitare. Uno di questi fu Martin Luther King, leader del movimento per i diritti civili degli afroamericani, che nel giugno del 1964 si presentò per parlare ai giovani partecipanti del programma incoraggiandoli a immaginare una Harlem, e in generale un'America, migliore. Al termine del suo discorso, Alcindor, in quanto giornalista, ebbe la possibilità di partecipare alla conferenza stampa e fare una domanda al leader, chiedendogli cosa ne pensasse dell'importanza del HARYOU per la gente di Harlem, a cui King rispose che non vi erano dubbi sul successo del programma. L'incontro con King, che quello stesso anno avrebbe vinto il Premio Nobel per la pace, seppur breve, colpì positivamente Alcindor, che anni dopo dichiarò:
(Kareem Abdul-Jabbar in On the Shoulders of Giants, 2007)

#### Il Cleveland Summit
Gli anni sessanta rappresentarono per la storia afroamericana e per gli Stati Uniti stessi degli anni molto intensi e di profonda divisione. Il primo passo di Alcindor nella lotta contro le ingiustizie sociali e razziali di quegli anni fu in occasione del Cleveland Summit, uno dei momenti più iconici della storia dello sport americano.
Nel 1967 era in corso il reclutamento in vista della Guerra del Vietnam e una delle persone chiamate ad arruolarsi nell'esercito fu il campione del pugilato Muhammad Ali. Ali, che di recente aveva appoggiato Nation of Islam e cambiato nome, rifiutò l'arruolamento per motivi religiosi, scatenando l'odio degli americani e l'opposizione del governo. Vista la situazione delicata, schierarsi dalla parte di Ali voleva dire diventare nemici pubblici, ma il suo amico Jim Brown, considerato già all'epoca uno dei miglior giocatori NFL di tutti i tempi, organizzò un incontro a Cleveland a cui avrebbero partecipato, oltre ad Ali, gli atleti e le personalità che più si erano distinte nella lotta per i diritti degli afroamericani. Tra gli invitati c'erano i giocatori di football americano Walter Beach, Bobby Mitchell, John Wooten, Willie Davis, Curtis McClinton, Jim Shorter e Sidney Williams, l'avvocato e futuro sindaco di Cleveland Carl Stokes, e i giocatori di pallacanestro Bill Russell e, appunto, Lew Alcindor.
Alcindor, all'epoca ventenne, era il più giovane tra i partecipanti. Alcuni dei presenti erano stati militari e altri erano scettici nei confronti della decisione di Ali e, per questo, volevano capirne le reali motivazioni. Al termine dell'incontro furono tutti d'accordo a rispettare e supportare la scelta di Ali, ma ciò non bastò per il pugile, che poco tempo dopo venne condannato per renitenza alla leva a 5 anni di reclusione, vide la sua carriera temporaneamente interrompersi e il suo titolo di campione del mondo revocato; almeno fino al 1971 quando la corte suprema statunitense annullò i provvedimenti presi quattro anni prima. Nonostante ciò la presa di posizione di Alcindor e degli altri partecipanti viene ricordata come il primo vero atto di ribellione ed unione degli sportivi afroamericani.
In seguito, Abdul-Jabbar dichiarò che Ali e il suo operato furono un punto di svolta per lui e per il suo attivismo.
(Kareem Abdul-Jabbar per TIME, 2015)

#### Il boicottaggio delle Olimpiadi 1968
L'estate del 1968 segnò un ulteriore punto di svolta nella vita di Alcindor, tra la conversione all'Islam e l'evoluzione del suo attivismo. Decise infatti di non prendere parte alle Olimpiadi 1968 che si sarebbero tenute a Città del Messico e a cui avrebbe dovuto partecipare come protagonista della nazionale americana. La UCLA rilasciò una dichiarazione spiegando che Alcindor rifiutò la partecipazione per recuperare tempo sulle lezioni perse, ma lui stesso spiegò i veri motivi alla stampa, ovvero una protesta contro l'oppressione degli afroamericani negli Stati Uniti. A seguito delle grandi rivolte razziali di Newark e Detroit dell'estate precedente e della recente uccisione di Martin Luther King, e ispirato dalle azioni di Muhammad Ali, Alcindor decise di non partire per il Messico, decisione definita da lui stesso difficile ma necessaria. Vedeva infatti la lotta alle ingiustizie razziali come una priorità e non voleva farla passare in secondo piano come invece stava accadendo negli Stati Uniti. Allo stesso tempo non fu sua intenzione rappresentare un paese che sopprimeva i diritti degli afroamericani. Un'altra motivazione fu legata al presidente del Comitato Olimpico Internazionale Avery Brundage e alla sostituzione degli unici due atleti ebrei alle Olimpiadi 1936 che Alcindor suppone essere stata favorita da Brundage in favore di Hitler.
(Kareem Abdul-Jabbar in Coach Wooden and Me, 2017)

### Religione
(Kareem Abdul-Jabbar)
Durante l'estate del 1968 fece shahāda due volte, convertendosi dal cristianesimo all'Islam sunnita e assumendo il nome arabo Kareem Abdul-Jabbar (letteralmente Il nobile, servitore dell'Onnipotente), com'è noto tuttora, che iniziò a usare pubblicamente solo tre anni più tardi.

#### L'influenza di Malcolm X
Alcindor prese in considerazione l'idea di convertirsi dopo aver letto l'Autobiografia di Malcolm X, libro che tratta in particolare della conversione e della filosofia del noto attivista politico afroamericano. Malcolm fu anche socio di Elijah Muhammad e portavoce del suo movimento, Nation of Islam, a cui, tra gli anni cinquanta e sessanta, aderirono migliaia di afroamericani. Dopo aver lasciato il NOI e fondato una nuova organizzazione, si convertì all'Islam sunnita, compiendo il Hajj e assumendo il nome di El-Hajj Malik El-Shabazz. Malcolm appoggiò l'Islam in quanto capace di abbattere ogni barriera etnica e discriminazione, come riscontrò durante i suoi viaggi in Africa e in Medio Oriente. Influenzato e ispirato dalla sua storia e dal suo pensiero, Alcindor cominciò la sua lettura del Corano, il testo sacro islamico.
(Kareem Abdul-Jabbar)

#### La conversione
La sua conversione e il cambio di nome avvennero per mano di Haamas Abdul Khaalis, leader di un movimento hanafita di musulmani afroamericani, conosciuto tramite il padre. Khaalis gli fece da guida agli inizi del suo studio dell'Islam e ricevette in donazione da Abdul-Jabbar una casa di Washington che sarebbe servita da sede per il suo movimento. In seguito a disaccordi sugli insegnamenti di Khaalis sul Corano i due presero le distanze. Nonostante ciò, Abdul-Jabbar non abbandonò la religione né modificò il nome, poiché averlo cambiato fu un modo per connettersi con i suoi antenati e allo stesso tempo distaccarsi da chi li aveva sviliti. Infatti Alcindor fu, a detta sua, il nome del coltivatore che possedette i suoi antenati e che li portò negli Stati Uniti e per lui tenere quel cognome avrebbe voluto dire in qualche modo onorare lo schiavista. Nel 1973 si recò in Libia e in Arabia Saudita per apprendere l’arabo necessario a studiare da solo il Corano, oltre che per osservare da vicino il mondo arabo.
Ha definito la sua conversione come una trasformazione della mente, del cuore e dell'anima ma allo stesso tempo un processo difficile e rischioso, in quanto può risultare nell'allontanamento dalla famiglia, dagli amici e dalla comunità. I suoi genitori non furono felici della sua scelta. Il loro rapporto si complicò quando Abdul-Jabbar, su richiesta di Haamas Abdul Khaalis, decise di non invitarli al suo matrimonio, che si sarebbe svolto all'interno di una moschea.

## Caratteristiche tecniche

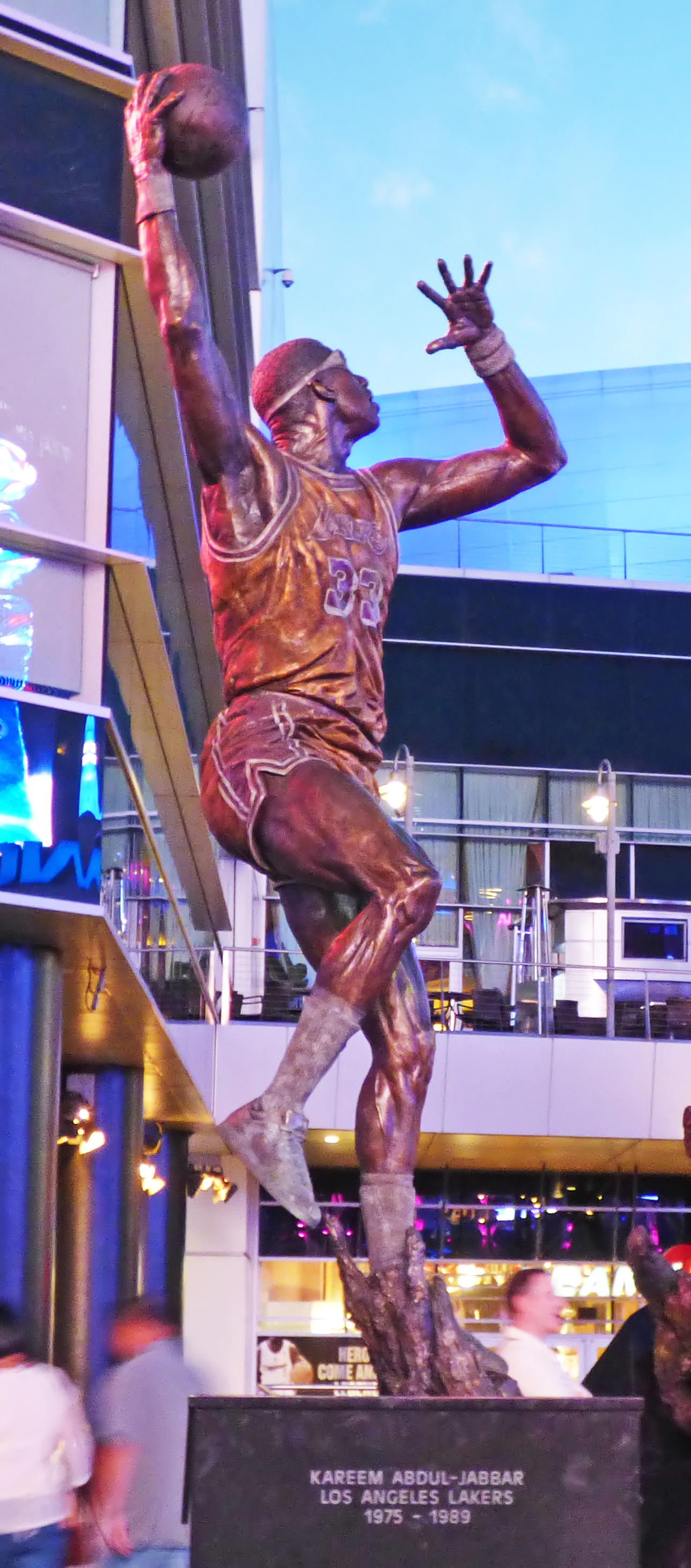
La statua celebrativa di Abdul-Jabbar posta fuori dalla Crypto.com Arena di Los Angeles che lo ritrae nell'azione di un gancio cielo

Abdul-Jabbar è stato una minaccia nel post basso, venendo comparato al centro che aveva dominato gli anni sessanta, Wilt Chamberlain. Era un giocatore snello, il che gli conferiva velocità, agilità ed eleganza, caratteristiche rare per un centro dell'epoca. Tuttavia aveva anche meno resistenza contro gli altri lunghi della lega, cosa che avrebbe potuto rivelarsi un problema. A tal proposito, soprattutto negli ultimi anni di carriera, cominciò sistematicamente a guadagnare peso arrivando anche a 120 kg, in modo da rendersi più competitivo. In attacco non aveva problemi, grazie al suo gancio cielo, diventando uno dei marcatori più precisi della storia. Era dominante anche in difesa grazie alla sua abilità nello stoppare i tiri degli avversari. Era un ottimo rimbalzista difensivo, sfruttando la sua altezza. Dotato di leadership, veniva soprannominato dai compagni Captain (spesso abbreviato in Cap).
Fu il giocatore più longevo della storia (poi superato da Robert Parish) e faceva affidamento sul fitness. Durante i suoi ultimi anni da giocatore fu accusato di non dare il massimo in campo, in quanto restava spesso in difesa mentre il resto della squadra attaccava o tirava i liberi. In realtà si trattò di una strategia dell'allenatore Pat Riley per fargli risparmiare energia, essendo il gioco dei Lakers dello Showtime incentrato sulla rapidità dei contropiedi. Abdul-Jabbar rispose in questo modo alle critiche: "Devo giocare dai 42 ai 45 minuti a notte. Se hai fretta e corri furiosamente, è controproducente. Sarai sfinito proprio nel momento in cui la squadra ha bisogno di te".

### Il gancio cielo
La sua abilità migliore in assoluto era il gancio cielo (in inglese skyhook), mossa da lui inventata e portata in NBA e che è diventata il suo marchio di fabbrica. Ad oggi viene considerato il tiro più inarrestabile mai visto.
Il tiro viene eseguito tenendo il corpo tra la palla e l'avversario: tiene lontano il difensore con un braccio e alza la palla distendendo l'altro, rilasciandola nel punto più alto del movimento. Le sue braccia lunghe e la sua altezza portavano la palla così in alto che era difficile afferrarla o stopparla senza commettere goaltending (infrazione di gioco che consiste nel respingere la palla in parabola discendente). Abdul-Jabbar rilasciava il pallone a circa 3,6 metri dal suolo e il punto più alto della traiettoria del gancio cielo poteva raggiungere anche 4,9 metri. Riusciva a eseguire il movimento con entrambe le mani, quindi da tutti i lati del campo, e anche da grandi distanze. La sua agilità e la sua precisione resero il gancio cielo letale.
(Pat Riley, 2023)
Come ha spiegato, imparò il movimento in quinta elementare mentre si esercitava con il Mikan Drill, un allenamento che consisteva nell'eseguire layup prima con una mano poi con l'altra, catturando ogni rimbalzo tra un tiro e l'altro e che puntava a migliorare il ritmo e l'efficacia di centri ed ali. Per evitare che il suo gancio venisse stoppato da dietro, John Wooden gli consigliò di eliminare il tipico movimento ampio del gancio tradizionale, tenendo invece la palla vicino al corpo e tirando con un movimento più dritto.

### Reputazione
(Kareem Abdul-Jabbar)
Fuori dal campo Abdul-Jabbar dava la percezione di essere un tipo difficile, sia verso i fan che verso la stampa. La sua timidezza passò per scontrosità e indifferenza agli occhi del pubblico. Durante le interviste non approcciava i giornalisti, spesso li ignorava e dava l'impressione di non volere essere lì, tra scene mute e risposte secche. Non gradiva il contatto fisico e spesso non si limitava neanche a una stretta di mano. Dai fan sembrava infastidito: spesso non salutava e non firmava autografi, nonostante i compagni di squadra facessero l'opposto.
Abdul-Jabbar si è espresso in più occasioni sul suo atteggiamento passato, affermando che all'epoca sosteneva di non avere tempo e di non dovere nulla a nessuno e che la sua mentalità fosse in parte dovuta a tutto ciò che aveva passato, che lo portò ad essere sospettoso. Secondo lui, ciò lo frenò dal ricevere offerte da allenatore o contratti pubblicitari. Abdul-Jabbar sostiene che se avesse giocato nell'era dei social media ne avrebbe tratto beneficio, in quanto avrebbe potuto spiegarsi al fine di non essere frainteso.

## High school
Come high school frequentò la Power Memorial Academy, scuola cattolica privata di New York City, entrando nella squadra di basket allenata da coach Jack Donohue. Donohue si impegnò a proteggere il giocatore dai giornalisti e i due svilupparono un rapporto stretto. Le cose si complicarono quando l'allenatore utilizzò un termine razzista per motivarlo, dicendo che si stava comportando da negro (in inglese nigger). In seguito i due si riconciliarono grazie a una chiamata favorita da John Wooden, suo coach al college.
Sul campo Alcindor vinse tre campionati New York City Catholic consecutivi, venendo nominato in tutti e tre i casi High School All-American. Già all'età di 15 anni era diventato un fenomeno nazionale e il prospetto liceale più seguito. Grazie alle sue strepitose abilità offensive, tra cui figurava già il gancio cielo, portò la squadra a una incredibile striscia di 71 vittorie consecutive, interrotta il 30 gennaio 1965 dalla DeMatha Catholic High School in una partita passata alla storia. Complessivamente Alcindor, che fu ribattezzato The Tower from Power, totalizzò 2.067 punti e 2.002 rimbalzi, entrambi record newyorchesi del basket liceale, e perse solo 6 partite su più di cento giocate.

## College

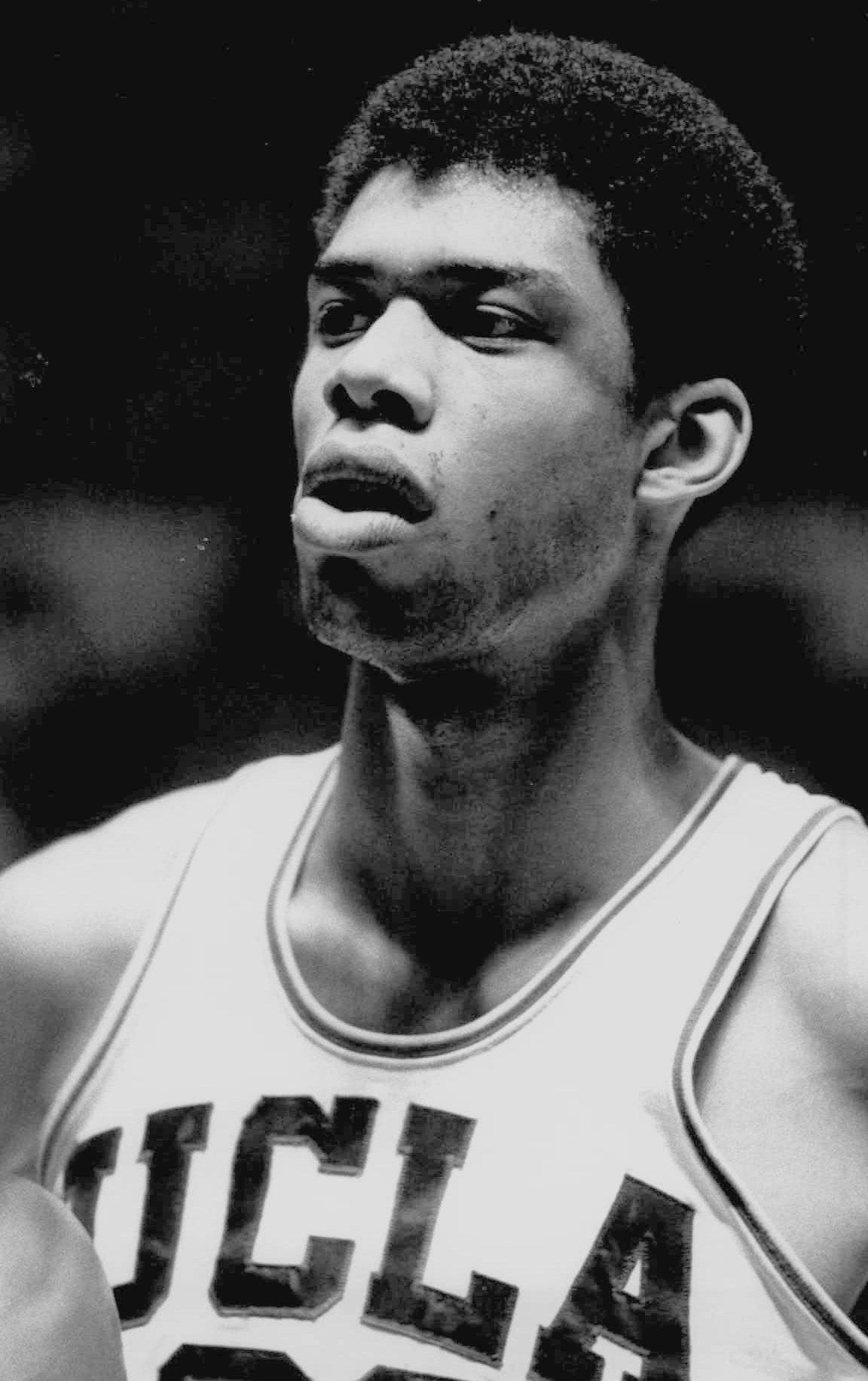
Lew Alcindor a UCLA

Conferito il diploma, si trovò davanti numerose università pronte ad accoglierlo. Alla fine scelse l'Università della California, Los Angeles, meglio nota come UCLA, la cui squadra di pallacanestro, i Bruins del leggendario John Wooden, arrivava da due titoli NCAA vinti di fila (1964, 1965).

### L'anno da freshman
Fino al 1972, secondo le regole dell'NCAA, gli atleti del primo anno (freshman) non potevano giocare partite universitarie, bensì avevano una squadra apposita. La sua prima partita ad UCLA fu una partita pre-stagione che si teneva ogni anno tra la squadra dei freshman, di cui faceva parte, e la squadra universitaria, in cui sarebbe entrato l'anno seguente. Al Pauley Pavilion, palazzetto inaugurato quello stesso anno, furono presenti 12.051 tifosi. Nonostante la squadra universitaria era classificata come prima della nazione e aveva vinto gli ultimi due campionati, i freshman, tra cui figuravano altri High School All-American come Lucius Allen, Kenny Heitz e Lynn Shackelford, si imposero vincendo 75-60. Alcindor mise a referto 31 punti e 21 rimbalzi, confermandosi il fenomeno visto alla Power. Ad UCLA non era mai successo che la squadra delle matricole vincesse contro la prima squadra, che venne definita dalla United Press International "seconda migliore squadra del campus". Quell'anno i freshmen conclusero la stagione con un record di 21 vittorie e 0 sconfitte.

### Gli anni in prima squadra: sophomore, junior e senior
Il debutto con la squadra universitaria avvenne il 3 dicembre 1966 nella vittoria per 105-90 contro USC, in cui totalizzò 56 punti, battendo il record di punti segnati al debutto e il record della scuola di punti segnati in una singola partita appartenente a Gail Goodrich. Il 25 febbraio 1967 batté il suo stesso record segnandone 61 contro Washington State. Con una media di 29 punti e 15,5 rimbalzi guidò UCLA a un record di 30 vittorie e 0 sconfitte, dominando e vincendo il campionato nazionale. Quell'anno vinse inoltre il suo primo premio di Most Outstanding Player, conferito appunto al miglior giocatore della stagione.
Prima dell'inizio della stagione 1967-68, la NCAA implementò una nuova regola, che sarebbe rimasta in vigore per i successivi 10 anni. Questa regola proibiva ai giocatori di schiacciare, ovvero, per definizione, di segnare direttamente da sopra il cilindro del canestro. L'organizzazione motivò la scelta affermando che "la schiacciata non è un tiro di abilità" – nel senso che si basa principalmente sull'altezza del giocatore – e che era causa di infortuni.
In realtà si pensò la scelta fosse legata proprio a Lew Alcindor e alla dominanza offensiva che aveva mostrato l'anno prima. Lo stesso giocatore commentò il fatto sostenendo che la mossa nascondesse del razzismo, in quanto la maggior parte degli atleti che schiacciavano erano neri. Il suo allenatore, Wooden, gli consiglio però di lasciare stare le polemiche e di utilizzare la regola a proprio vantaggio per sviluppare e perfezionare abilità offensive al di fuori della schiacciata, tra cui il celebre gancio cielo che lo portò a dominare il campionato senza mai schiacciare.

La stagione successiva Alcindor subì un graffio alla cornea dell'occhio sinistro, nella partita contro l'Università della California, Berkeley del 12 gennaio 1968, dopo un contatto con un avversario nel tentativo di catturare un rimbalzo. Per l'infortunio dovette saltare due partite. Per di più, solo pochi giorni dopo, arrivò la prima sconfitta di UCLA dal suo arrivo, nel cosiddetto Game of the Century (in italiano La Partita del Secolo) del basket collegiale. Si tratta della partita contro gli Houston Cougars dell'Università di Houston che si tenne all'Astrodome, palazzetto della città texana, e a cui assistettero dal vivo 52.693 tifosi. Quella fu la prima partita della stagione regolare NCAA ad essere trasmessa a livello nazionale in prima serata. Fino a quel momento venivano infatti trasmesse solo le partite dei playoff. L'ultima volta che Bruins e Cougars si erano affrontati era stato in occasione delle semifinali del campionato 1967, quando i losangelini si imposero per 73-58 per poi battere i Dayton Flyers in finale. Dopo quella partita i Cougars, guidati da coach Guy Lewis e dall'ala di 206 cm Elvin "Big E" Hayes, non ne avevano più persa una. Dall'altra parte UCLA proveniva da una striscia di 47 risultati positivi che durava da 2 stagioni e mezzo. Houston vinse per 71-69 grazie a un super Hayes da 39 punti e 15 rimbalzi. Dall'altra parte Alcindor terminò con soli 15 punti e tre tiri stoppati proprio da Hayes. Nonostante la disfatta, i Bruins ebbero modo di rifarsi nella semifinale del campionato 1968 quando batterono i Cougars 101-69 e limitarono Hayes, che in quella stagione viaggiava a 37,7 punti di media, a soli 10 punti. Sports Illustrated presentò la partita sulla copertina della rivista intitolandola Lew's Revenge: The Rout of Houston (in italiano La Rivincita di Lew: La Disfatta di Houston). Battuti i Cougars, i Bruins si imposero anche sui Tar Heels dell'Università della Carolina del Nord a Chapel Hill, assicurandosi il secondo titolo consecutivo. Alcindor concluse la stagione con 26,2 punti e 16,5 rimbalzi di media e vinse nuovamente il premio di MOP del torneo.

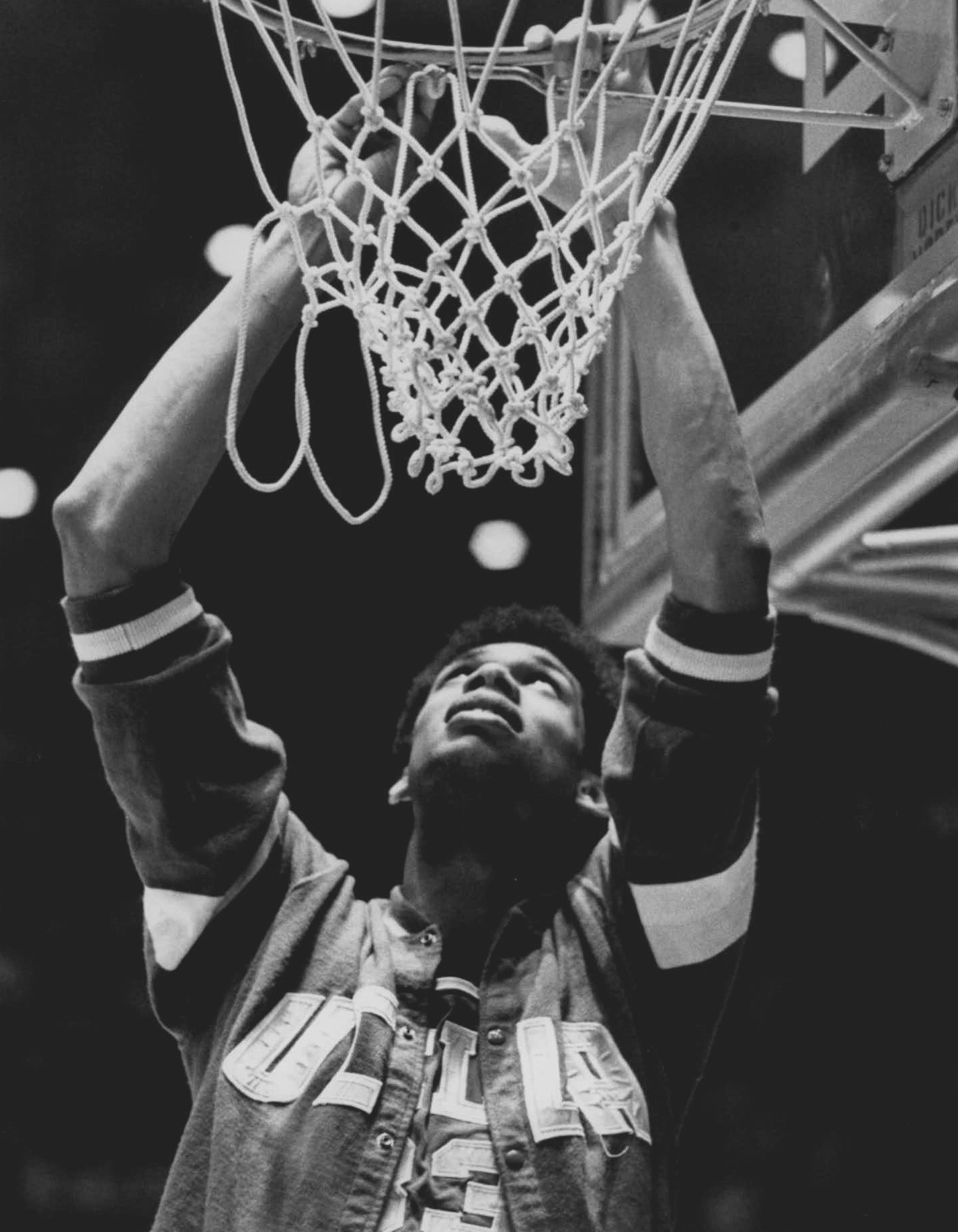
Alcindor taglia la retina del canestro per celebrare la vittoria del campionato NCAA 1969

Nella sua terza e ultima stagione a UCLA, non saltò neanche una partita, compresa la sua seconda e ultima sconfitta collegiale, arrivata l'8 marzo 1969 contro USC. La sconfitta avvenne nel palazzetto di UCLA per 46-44 e fu il risultato di una strategia del coach avversario Bob Boyd che consisteva nel tenere la palla il maggior tempo possibile, in quanto all'epoca non c'era ancora il cronometro dei 24 secondi. Ciò limitò Alcindor, che riuscì a prendersi solo quattro tiri e concludere con 10 punti. Nonostante questo passo falso, i Bruins dominarono il campionato vincendo la finale contro i Purdue Boilermakers della Purdue University, dove, tra l'altro, si laureò coach Wooden nel 1932. Alcindor concluse la stagione con 24 punti e 14,7 rimbalzi di media, conquistando, oltre il terzo titolo consecutivo, anche il terzo MOP consecutivo, che lo rende il più vincente nella storia del premio. Infine completò gli studi e conseguì una laurea in storia, materia da lui molto amata, tanto che in seguito dichiarerà che se non avesse sfondato nella pallacanestro avrebbe insegnato la materia da professore.

### Premi e record a UCLA
In tre anni collezionò tre campionati e venne nominato tre volte Most Outstanding Player dalla NCAA, due volte College Basketball Player of the Year dalla Associated Press, due volte College Player of the Year dalla United States Basketball Writers Association, due volte College Basketball Player of the Year dalla United Press International e due volte College Basketball Player of the Year da Sporting News, e diventò il primo vincitore del Naismith College Player of the Year. In tutte e tre le occasioni venne nominato all'unanimità All-American. Ad oggi è considerato uno dei migliori, se non il migliore giocatore collegiale di sempre.
Alla stagione 2019-2020, Abdul-Jabbar detiene ancora molti record della squadra di pallacanestro di UCLA:
- Maggior media punti in totale: 26,4
- Maggior media punti in una stagione: 29,0 (1967)
- Maggior numero di punti segnati in una stagione: 870 (1967)
- Maggior numero di punti segnati in una partita: 61
- Maggior numero di tiri dal campo realizzati in totale: 943
- Maggior numero di tiri dal campo realizzati in una stagione: 346 (1967)
- Maggior numero di tiri dal campo realizzati in una partita: 26

## NBA
Laureatosi, era pronto a fare il grande salto tra i professionisti, nonostante fosse già uno degli atleti più chiacchierati degli Stati Uniti. Fu chiamato con la prima scelta sia al draft NBA sia al draft ABA, le due maggiori leghe di pallacanestro del tempo, che finiranno poi per unirsi qualche anno più tardi. In NBA fu scelto dai Milwaukee Bucks, squadra fondata l'anno prima, che aveva terminato la stagione con 27 vittorie e 55 sconfitte. In ABA fu scelto dai New York Nets, anche loro in fondo alla classifica ma con un vantaggio sui Bucks, ovvero la sede nella sua città natale. Per questo i Nets del nuovo presidente Roy Boe erano fiduciosi di assicurarsi il giocatore. Tra le due squadre, però, furono i Bucks a fare l'offerta migliore (1.4 milioni di dollari). I Nets controbatterono offrendo 3.2 milioni di dollari, ma Alcindor, che aveva già scelto i Bucks, rifiutò, sostenendo che una "guerra di offerte degrada le persone coinvolte".

### Milwaukee Bucks (1969-1975)

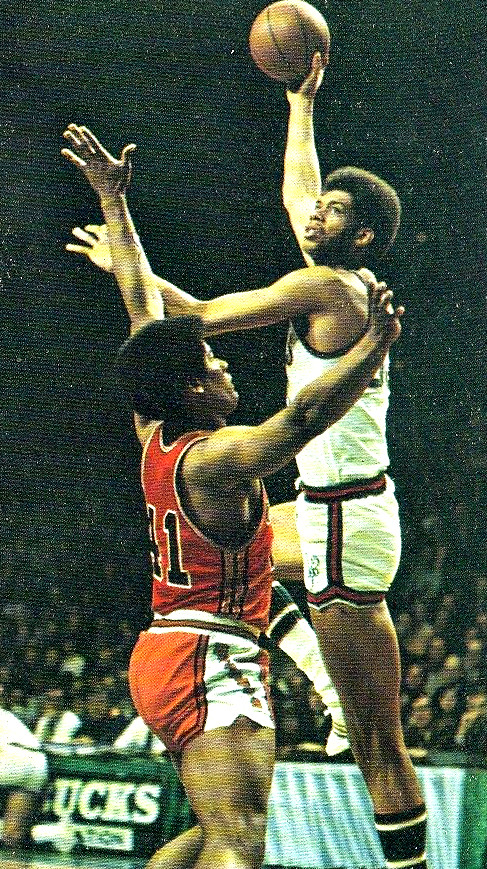
Alcindor e il suo gancio cielo nel 1971

#### L'anno da rookie (1969-1970)
La sua presenza permise ai Bucks di conquistare il secondo posto nella Eastern Division della NBA con un record di 56-26, decisamente migliore di quello dell'anno precedente. Alcindor brillò anche nei playoff diventando il primo rookie a segnare almeno 20 punti in 10 partite dei playoff e il secondo a segnare almeno 40 punti e 25 rimbalzi in una singola partita (in seguito alla prestazione da 46 punti e 35 rimbalzi in gara 5 delle semifinali di Division contro Philadelphia). Dimostrandosi già la stella che era, vinse il premio di Rookie of the Year, grazie alle sue medie di 28,8 punti e 14,5 rimbalzi a partita.

#### Il titolo e i due MVP (1970-1971)
Per la stagione successiva i Bucks gli affiancarono il playmaker ex MVP Oscar Robertson. Con le due stelle in squadra, Milwaukee migliorò il suo precedente record registrando 66 vittorie e 16 sconfitte, meglio di chiunque altro quell'anno. Alcindor dominò la stagione regolare registrando la media punti più alta (31,7) e segnando più punti di tutti (2.596) e si assicurò il primo di sei premi di MVP della regular season. Per quanto riguarda i playoff, i Bucks non fallirono, battendo in finale i Baltimore Bullets e portandosi a casa il loro primo titolo della storia, dopo appena tre anni dalla fondazione della franchigia. Fu nominato anche MVP delle finali dopo aver messo a referto 27 punti, 7 assist e 12 rimbalzi nell'ultima gara e aver registrato una media di 27 punti in tutta la serie.

#### Secondo e terzo MVP e la richiesta di scambio (1971-1975)

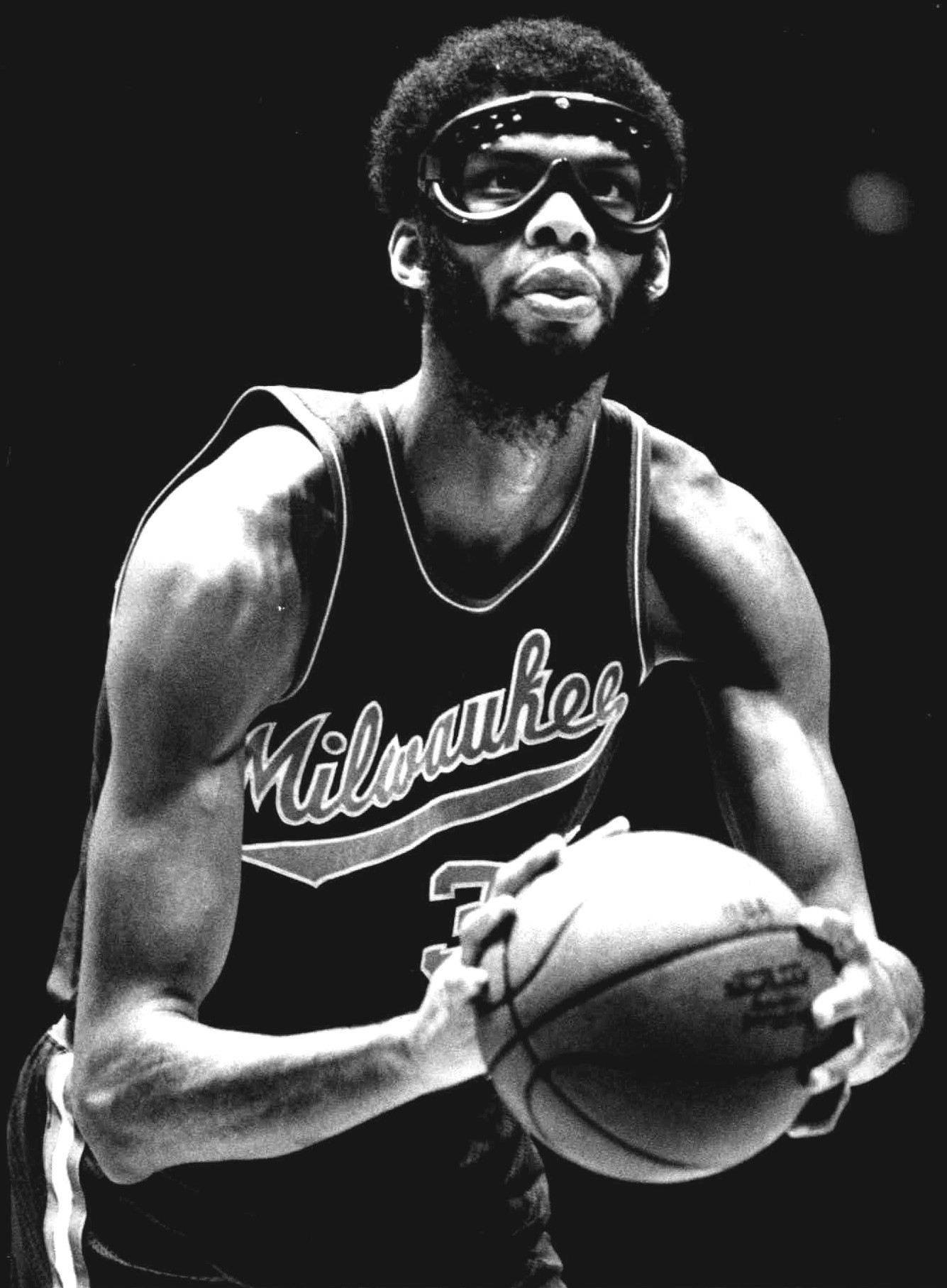
Abdul-Jabbar ai Milwaukee Bucks nel 1974

Il 3 giugno 1971, durante una conferenza stampa, Alcindor dichiarò che da quel momento in poi avrebbe usato un nuovo nome, Kareem Abdul-Jabbar.
Si riconfermò la stagione successiva registrando nuovamente la miglior media punti (34,8) e il maggior numero di punti totali (2.822) e vincendo il secondo MVP della regular season consecutivo, che lo rese il primo giocatore a vincerne due nei primi tre anni di carriera. I Bucks conclusero le stagioni 1972-1973 e 1973-1974 con il miglior record della lega. Dopo la delusione dei playoff 1973, Abdul-Jabbar portò i Bucks in finale nel 1974 che però persero contro i Boston Celtics in sette gare. Nonostante ciò quell'anno vinse il suo terzo MVP in quattro anni.
Oscar Robertson, diventato free agent, si ritirò nel settembre 1974 dopo che non arrivò a un accordo sul contratto con i Bucks. Il 3 ottobre dello stesso anno Abdul-Jabbar chiese privatamente di essere scambiato a un'altra franchigia. Sulla sua lista, in ordine di preferenza, New York Knicks, Washington Bullets e come terza scelta, Los Angeles Lakers. La motivazione, fornita dallo stesso, era legata alle differenze culturali che lo separavano dalla città di Milwaukee e dalla sua gente. Pochi giorni dopo, in una partita di pre-campionato contro i Celtics, subì un'abrasione corneale su un contatto di Don Nelson, come era già successo ai tempi del college. Tornò poi a fine novembre indossando degli occhiali protettivi (goggles) che lo avrebbero accompagnato per il resto della sua carriera. Nel frattempo dichiarò anche pubblicamente della sua richiesta di scambio, fissando come destinazioni preferite New York e Los Angeles. La stagione 1974-1975 si concluse con un record di 38-44 per Milwaukee e Abdul-Jabbar sempre più lontano.

### Los Angeles Lakers (1975-1989)

#### Quarto e quinto MVP e delusioni di squadra (1975-1979)

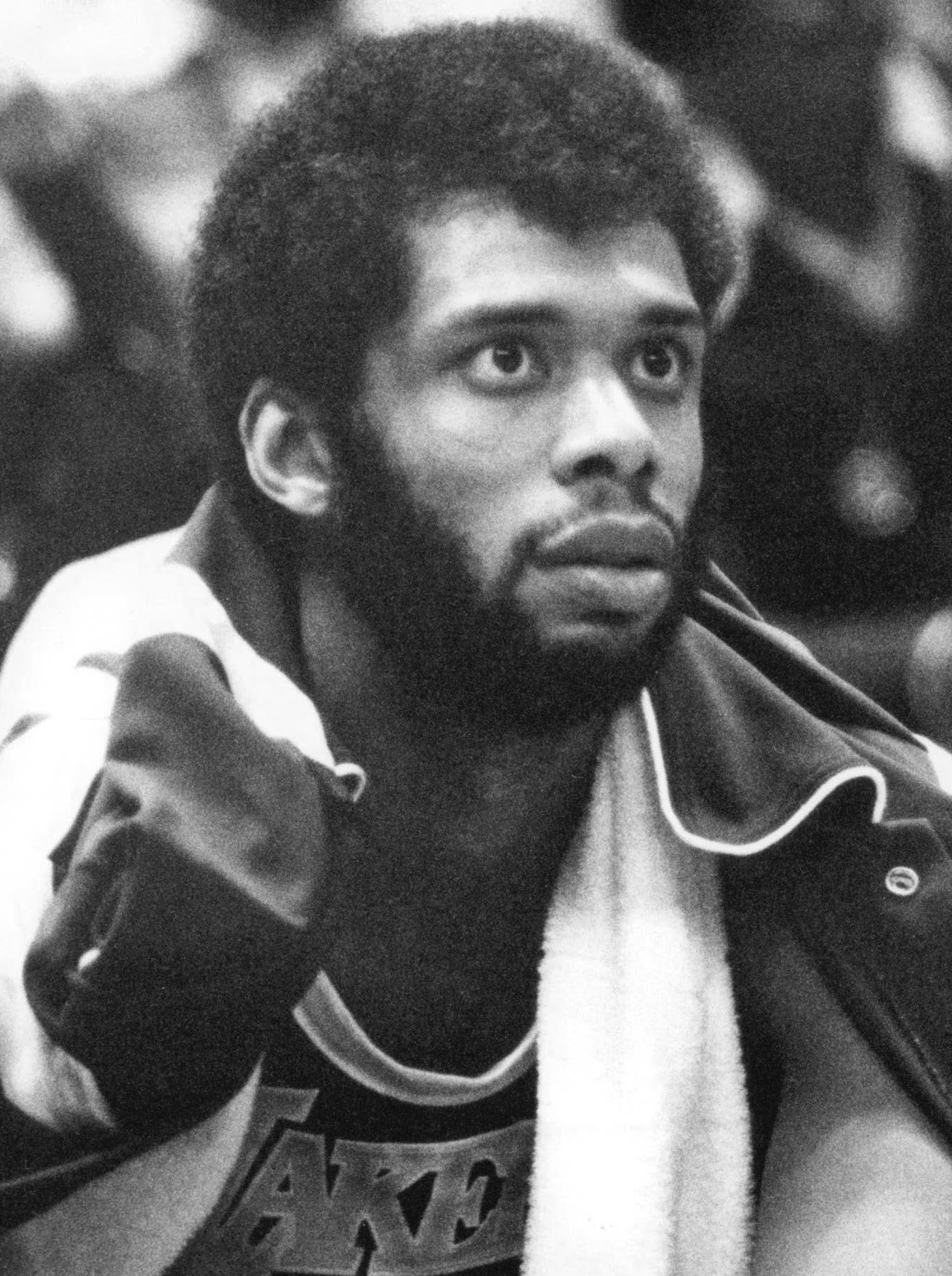
Abdul-Jabbar ai Lakers nel 1975

Fu ceduto ai Los Angeles Lakers insieme al centro di riserva Walt Wesley tramite uno scambio con cui i Bucks ricevettero il centro Elmore Smith, la guardia Brian Winters e le matricole Dave Myers e Junior Bridgeman.

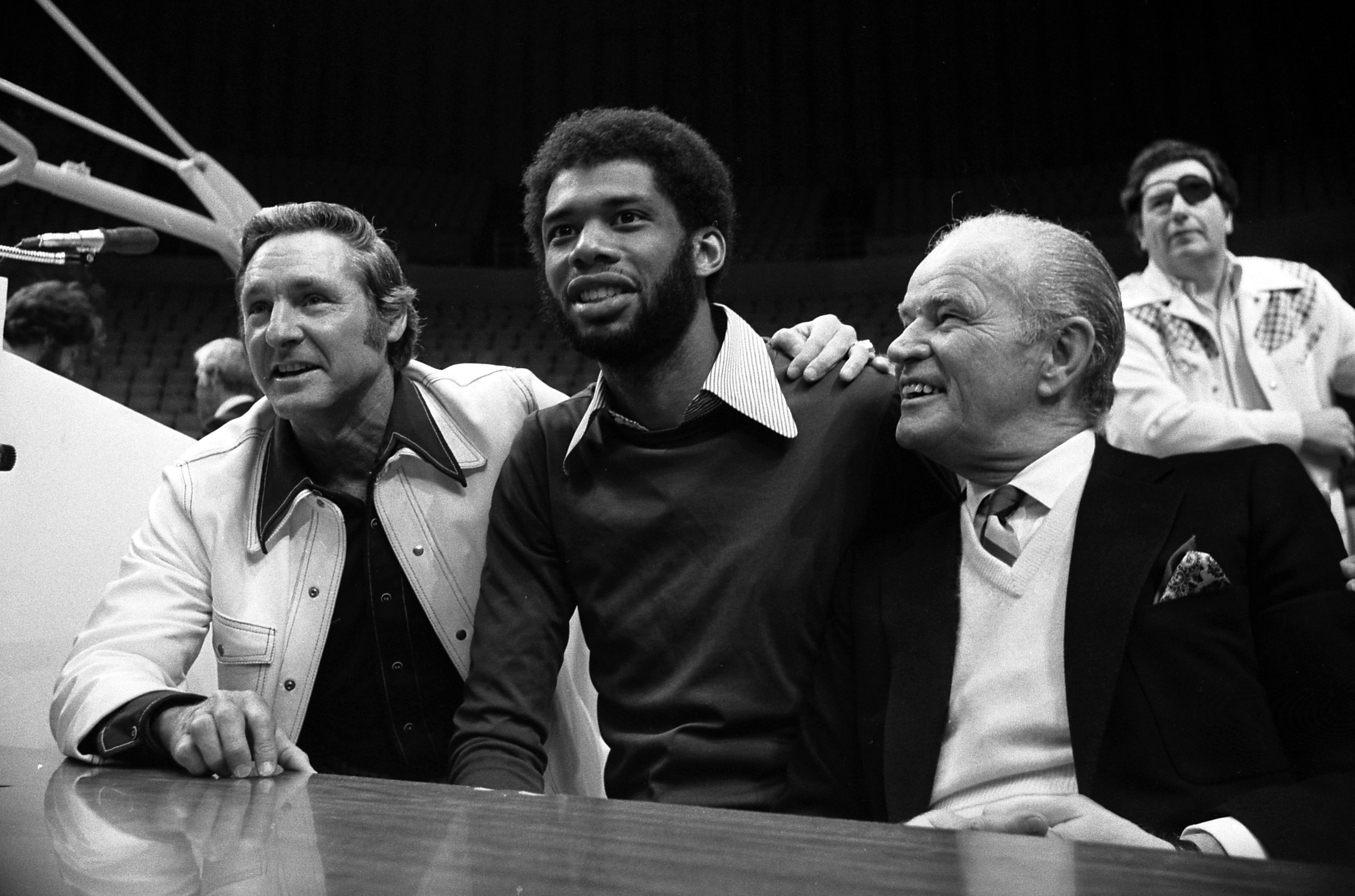
Bill Sharman e Jack Kent Cooke annunciano il nuovo acquisto durante una conferenza stampa

La prima stagione in gialloviola fu dominante: 27,7 punti, 16,9 rimbalzi e 4,1 stoppate a partita. Con 1.111 detiene ancora il record di rimbalzi difensivi in una stagione (cominciarono ad essere registrati dalla stagione 1973-1974). Aggiunse quindi un altro MVP della regular season in bacheca arrivando a quota quattro e diventando il primo Laker a vincerlo. Nonostante ciò la squadra terminò con un record negativo di 40-42, mancando i playoff.
La stagione seguente, nonostante i pronostici negativi, portò la sua squadra al miglior record di tutta la lega (53-29) e fu nominato per la quinta volta, seconda consecutiva, MVP della regular season. Ai playoff, dopo aver eliminato i Warriors, i Lakers trovarono alle Finali di Conference i Portland Trail Blazers, guidati da un giovane Bill Walton, anch'egli centro e allievo di John Wooden a UCLA. Nonostante Abdul-Jabbar dominò la serie nelle statistiche, i Blazers vinsero tutte e quattro le partite.
La stagione 1977-1978 partì con il piede sbagliato. Due minuti dall'inizio della prima partita della stagione Abdul-Jabbar si rese protagonista tirando un pugno al rookie avversario Kent Benson come risposta a una presunta gomitata ricevuta allo stomaco. Benson affermò che la gomitata sarebbe stata innescata da Abdul-Jabbar ma non ci furono né riprese né testimoni. Benson si ritrovò con un occhio nero e due punti di sutura e fu costretto a saltare una partita. Abdul-Jabbar si ruppe la mano destra, con cui aveva scagliato il pugno, stesso infortunio subito pochi anni prima, e stette fuori per quasi due mesi saltando 20 partite. In aggiunta fu multato di 5000 dollari, record al tempo, ma non fu sospeso. Quella stagione fu, tra l'altro, l'unica in cui non venne selezionato per l'All-Star Game nei suoi 20 anni di carriera. Al suo posto a Ovest, Bill Walton titolare con Artis Gilmore e Bob Lanier in panchina. Il giorno in cui furono annunciate le selezioni i Lakers affrontarono i Philadelphia 76ers e Abdul-Jabbar sfruttò l'occasione: 39 punti, 20 rimbalzi, 6 assist, 4 stoppate. Sia nel 1978 che nel 1979 i Lakers si qualificarono ai playoff, venendo però eliminati in entrambi i casi dai Seattle SuperSonics.

#### Showtime: sesto MVP e dominio di squadra (1979-1989)

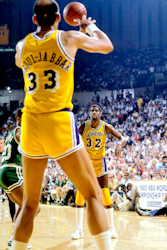
Abdul-Jabbar riceve un passaggio dal compagno Magic Johnson durante le finali NBA 1985

Al draft 1979 i Lakers selezionarono Earvin "Magic" Johnson con la prima scelta assoluta, acquisita dai New Orleans Jazz in seguito alla cessione di Gail Goodrich avvenuta tre anni prima. Con l'arrivo di Magic Johnson a Los Angeles si aprì l'era dello Showtime, che avrebbe portato i gialloviola a vincere 5 finali su 8 nel corso degli anni ottanta. I Lakers del 1979-1980, guidati dalle abilità di playmaking di Johnson e dalle abilità offensive di Abdul-Jabbar, vinsero 60 partite e dominarono nei playoff vincendo la finale contro i Philadelphia 76ers grazie alla super prestazione di Magic nella gara decisiva (42 punti, 15 rimbalzi, 7 assist) e a una media di 33,4 punti di Kareem. Quest'ultimo vinse l'MVP della regular season, portandosi a sei e stabilendo il record che ancora oggi persiste.
Continuò a segnare una media di 20 o più punti a partita nelle sei stagioni successive. Nel 1981-1982 conquistò il secondo titolo con i Lakers ai danni dei Philadelphia 76ers, nonostante un'emicrania lo avesse portato a giocare sottotono la serie finale. Nel 1982-1983 la storia si ripeté, con 76ers e Lakers in finale ma con esito diverso: 4-0 per Philadelphia e Moses Malone, centro avversario acquistato l'anno prima, MVP delle finali.
Il 5 aprile 1984 con un gancio cielo ai danni di Mark Eaton degli Utah Jazz, superò Wilt Chamberlain a quota 31.419 punti, diventando il giocatore ad aver segnato più punti nella storia dell'NBA. Le finali 1984 videro i Lakers di Johnson e Abdul-Jabbar e i Celtics di Larry Bird e Robert Parish scontrarsi per l'ottava volta nella storia delle due franchigie. In tutti i sette casi precedenti furono i verdi di Boston a conquistare il titolo e anche i questo caso, seppur dopo una serie molto combattuta, si imposero per 4-3.
L'anno seguente, 1985, fu ancora Lakers-Celtics in finale. In gara-1 registrò soli 12 punti e 3 rimbalzi e i Lakers subirono una pesante sconfitta per 148-114. Si rifece però in gara-2 con 30 punti, 17 rimbalzi, 8 assist e 3 stoppate assicurando alla sua squadra la vittoria per 109-102. Restò costante per il resto della serie con 25,7 punti, 9 rimbalzi, 5,2 assist e 1,5 stoppate di media, arrivando a conquistare il suo quarto titolo e il suo secondo MVP delle finali, diventando, a 38 anni e 54 giorni, il più anziano vincitore del premio e l'unico ad averne vinti due a distanza di 14 anni l'uno dall'altro.

Giocò la sua 17ª stagione nel 1985-86, battendo il precedente record NBA di 16 stagioni giocate, detenuto da Dolph Schayes, John Havlicek, Paul Silas ed Elvin Hayes. Per aumentare la sua longevità ricorse a diversi metodi tra cui lo yoga, che iniziò a praticare nel 1976, al fine di migliorare la sua flessibilità, e si impegnò ad aumentare sistematicamente di peso di anno in anno per far fronte agli altri centri della lega.

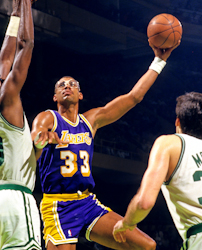
Abdul-Jabbar esegue il gancio cielo contro Robert Parish dei Boston Celtics nel 1987

Nel 1987 i Lakers arrivarono nuovamente in finale contro i Celtics, uscendone vincitori per 4-2. Nel 1988 tornarono in finale e vinsero in sette gare contro i Detroit Pistons. Abdul-Jabbar, ormai 41enne, aveva visto le sue statistiche diminuire e cominciarono a girare voci su un suo possibile ritiro all'indomani delle finali 1988, ma ciò non avvenne e il centro tornò per la sua ventesima e ultima stagione. Anche nel 1989 i Lakers arrivarono fino alla fase finale ma questa volta Detroit si impose, privando i gialloviola del three-peat e Abdul-Jabbar del settimo titolo. Giocò la sua ultima partita di stagione regolare al Forum di Los Angeles contro i SuperSonics: per l'occasione tutti i suoi compagni di squadra indossarono i suoi caratteristici occhiali protettivi.
Quando si ritirò era il leader della lega in punti segnati (38.387), minuti giocati (57.446), tiri dal campo realizzati (15.837), tiri dal campo tentati (28.307), stoppate (3.189), rimbalzi difensivi (9.394), falli personali (4.657) e partite vinte (1.074).

### Carriera da allenatore (2000-2011)
Già dagli anni novanta manifestò l'idea di diventare allenatore ma, nonostante la carriera di successo, le sue opportunità furono limitate. In NBA cominciò da assistente dei Los Angeles Clippers. Diventò poi capo allenatore degli Oklahoma Storm dell'USBL con cui vinse il campionato. Dopo aver lavorato come scout per i New York Knicks, tornò ai Los Angeles Lakers come assistente di Phil Jackson, restando per sei anni e ottenendo altri due anelli, 2009 e 2010.

## Statistiche
| † | Denota le stagioni in cui ha vinto il titolo |
| * | Primo nella lega                             |

### NCAA
| Anno       | Squadra     | PG  | PT | MP | TC%  | 3P% | TL%  | RP   | AP | PRP | SP | PP   |
| ---------- | ----------- | --- | -- | -- | ---- | --- | ---- | ---- | -- | --- | -- | ---- |
| 1965-1966  | UCLA Bruins | 21  | -  | -  | 68,3 | -   | 59,2 | 21,5 | -  | -   | -  | 33,1 |
| 1966-1967† | UCLA Bruins | 30  | -  | -  | 66,7 | -   | 65,0 | 15,5 | -  | -   | -  | 29,0 |
| 1967-1968† | UCLA Bruins | 28  | -  | -  | 61,3 | -   | 61,6 | 16,5 | -  | -   | -  | 26,2 |
| 1968-1969† | UCLA Bruins | 30  | -  | -  | 63,5 | -   | 61,2 | 14,7 | -  | -   | -  | 24,0 |
| Carriera   | Carriera    | 109 | -  | -  | 64,9 | -   | 62,1 | 16,7 | -  | -   | -  | 27,7 |

### NBA

#### Regular Season
| Anno       | Squadra         | PG    | PT  | MP   | TC%   | 3P%  | TL%  | RP    | AP  | PRP | SP   | PP    |
| ---------- | --------------- | ----- | --- | ---- | ----- | ---- | ---- | ----- | --- | --- | ---- | ----- |
| 1969-1970  | Milwaukee Bucks | 82    | -   | 43,1 | 51,8  | -    | 65,3 | 14,5  | 4,1 | -   | -    | 28,8  |
| 1970-1971† | Milwaukee Bucks | 82    | -   | 40,1 | 57,7  | -    | 69,0 | 16,0  | 3,3 | -   | -    | 31,7* |
| 1971-1972  | Milwaukee Bucks | 81    | -   | 44,2 | 57,4  | -    | 68,9 | 16,6  | 4,6 | -   | -    | 34,8* |
| 1972-1973  | Milwaukee Bucks | 76    | -   | 42,8 | 55,4  | -    | 71,3 | 16,1  | 5,0 | -   | -    | 30,2  |
| 1973-1974  | Milwaukee Bucks | 81    | -   | 43,8 | 53,9  | -    | 70,2 | 14,5  | 4,8 | 1,4 | 3,5  | 27,0  |
| 1974-1975  | Milwaukee Bucks | 65    | -   | 42,3 | 51,3  | -    | 76,3 | 14,0  | 4,1 | 1,0 | 3,3* | 30,0  |
| 1975-1976  | L.A. Lakers     | 82    | -   | 41,2 | 52,9  | -    | 70,3 | 16,9* | 5,0 | 1,5 | 4,1* | 27,7  |
| 1976-1977  | L.A. Lakers     | 82    | -   | 41,2 | 57,9* | -    | 70,1 | 13,3  | 3,9 | 1,2 | 3,2  | 26,2  |
| 1977-1978  | L.A. Lakers     | 62    | -   | 36,8 | 55,0  | -    | 78,3 | 12,9  | 4,3 | 1,7 | 3,0  | 25,8  |
| 1978-1979  | L.A. Lakers     | 80    | -   | 39,5 | 57,7  | -    | 73,6 | 12,8  | 5,4 | 1,0 | 4,0* | 23,8  |
| 1979-1980† | L.A. Lakers     | 82    | -   | 38,3 | 60,4  | 0,0  | 76,5 | 10,8  | 4,5 | 1,0 | 3,4* | 24,8  |
| 1980-1981  | L.A. Lakers     | 80    | -   | 37,2 | 57,4  | 0,0  | 76,6 | 10,3  | 3,4 | 0,7 | 2,9  | 26,2  |
| 1981-1982† | L.A. Lakers     | 76    | 76  | 35,2 | 57,9  | 0,0  | 70,6 | 8,7   | 3,0 | 0,8 | 2,7  | 23,9  |
| 1982-1983  | L.A. Lakers     | 79    | 79  | 32,3 | 58,8  | 0,0  | 74,9 | 7,5   | 2,5 | 0,8 | 2,2  | 21,8  |
| 1983-1984  | L.A. Lakers     | 80    | 80  | 32,8 | 57,8  | 0,0  | 72,3 | 7,3   | 2,6 | 0,7 | 1,8  | 21,5  |
| 1984-1985† | L.A. Lakers     | 79    | 79  | 33,3 | 59,9  | 0,0  | 73,2 | 7,9   | 3,2 | 0,8 | 2,1  | 22,0  |
| 1985-1986  | L.A. Lakers     | 79    | 79  | 33,3 | 56,4  | 0,0  | 76,5 | 6,1   | 3,5 | 0,8 | 1,6  | 23,4  |
| 1986-1987† | L.A. Lakers     | 78    | 78  | 31,3 | 56,4  | 33,3 | 71,4 | 6,7   | 2,6 | 0,6 | 1,2  | 17,5  |
| 1987-1988† | L.A. Lakers     | 80    | 80  | 28,9 | 53,2  | 0,0  | 76,2 | 6,0   | 1,7 | 0,6 | 1,2  | 14,6  |
| 1988-1989  | L.A. Lakers     | 74    | 74  | 22,9 | 47,5  | 0,0  | 73,9 | 4,5   | 1,0 | 0,5 | 1,1  | 10,1  |
| Carriera   | Carriera        | 1.560 | 625 | 36,8 | 55,9  | 5,6  | 72,1 | 11,2  | 3,6 | 0,9 | 2,6  | 24,6  |
| All-Star   | All-Star        | 18    | 13  | 24,9 | 49,3  | 0,0  | 82,0 | 8,3   | 2,8 | 0,4 | 2,1  | 13,9  |

#### Playoffs
| Anno     | Squadra         | PG  | PT | MP    | TC%   | 3P% | TL%  | RP    | AP  | PRP | SP   | PP    |
| -------- | --------------- | --- | -- | ----- | ----- | --- | ---- | ----- | --- | --- | ---- | ----- |
| 1970     | Milwaukee Bucks | 10  | -  | 43,5  | 56,7* | -   | 73,3 | 16,8  | 4,1 | -   | -    | 35,2* |
| 1971†    | Milwaukee Bucks | 14  | -  | 41,2  | 51,5  | -   | 67,3 | 17,0  | 2,5 | -   | -    | 26,6  |
| 1972     | Milwaukee Bucks | 11  | -  | 46,4  | 43,7  | -   | 70,4 | 18,2  | 5,1 | -   | -    | 28,7* |
| 1973     | Milwaukee Bucks | 6   | -  | 46,0  | 42,8  | -   | 54,3 | 16,2  | 2,8 | -   | -    | 22,8  |
| 1974     | Milwaukee Bucks | 16  | -  | 47,4* | 55,7  | -   | 73,6 | 15,8  | 4,9 | 1,3 | 2,4* | 32,2* |
| 1977     | L.A. Lakers     | 16  | -  | 42,5  | 60,7  | -   | 72,5 | 17,7* | 4,1 | 1,7 | 3,5* | 34,6* |
| 1978     | L.A. Lakers     | 3   | -  | 44,7  | 52,1  | -   | 55,6 | 13,7  | 3,7 | 0,7 | 4,0* | 27,0  |
| 1979     | L.A. Lakers     | 8   | -  | 45,9* | 57,9  | -   | 83,9 | 12,6  | 4,8 | 1,0 | 4,1* | 28,5  |
| 1980†    | L.A. Lakers     | 15  | -  | 41,2  | 57,2  | -   | 79,0 | 12,1  | 3,1 | 1,1 | 3,9* | 31,9  |
| 1981     | L.A. Lakers     | 3   | -  | 44,7  | 46,2  | -   | 71,4 | 16,7  | 4,0 | 1,0 | 2,7  | 26,7  |
| 1982†    | L.A. Lakers     | 14  | -  | 35,2  | 52,0  | -   | 63,2 | 8,5   | 3,6 | 1,0 | 3,2  | 20,4  |
| 1983     | L.A. Lakers     | 15  | -  | 39,2  | 56,8  | 0,0 | 75,5 | 7,7   | 2,8 | 1,1 | 3,7* | 27,1* |
| 1984     | L.A. Lakers     | 21  | -  | 36,5  | 55,5  | -   | 75,0 | 8,2   | 3,8 | 1,1 | 2,1  | 23,9  |
| 1985†    | L.A. Lakers     | 19  | 19 | 32,1  | 56,0  | -   | 77,7 | 8,1   | 4,0 | 1,2 | 1,9  | 21,9  |
| 1986     | L.A. Lakers     | 14  | 14 | 34,9  | 55,7  | -   | 78,7 | 5,9   | 3,5 | 1,1 | 1,7  | 25,9  |
| 1987†    | L.A. Lakers     | 18  | 18 | 31,1  | 53,0  | 0,0 | 79,5 | 6,8   | 2,0 | 0,4 | 1,9  | 19,2  |
| 1988†    | L.A. Lakers     | 24  | 24 | 29,9  | 46,4  | 0,0 | 78,9 | 5,5   | 1,5 | 0,6 | 1,5  | 14,1  |
| 1989     | L.A. Lakers     | 15  | 15 | 23,4  | 46,3  | -   | 72,1 | 3,9   | 1,3 | 0,3 | 0,7  | 11,1  |
| Carriera | Carriera        | 237 | 90 | 37,3  | 53,3  | 0,0 | 74,0 | 10,5  | 3,2 | 1,0 | 2,4  | 24,3  |

#### Massimi in carriera
- Massimo di punti: 55 vs Boston Celtics (10 dicembre 1971)[107]
- Massimo di rimbalzi: 34 vs Detroit Pistons (14 dicembre 1975)[108]
- Massimo di assist: 12 vs Golden State Warriors (5 marzo 1976)[109]
- Massimo di palle rubate: 6 vs Portland Trail Blazers (5 maggio 1985)
- Massimo di stoppate: 9 vs Golden State Warriors (22 aprile 1977)[110]
- Massimo di minuti giocati: 60 vs Cleveland Cavaliers (29 gennaio 1980)[111]

## Palmarès

### Giocatore

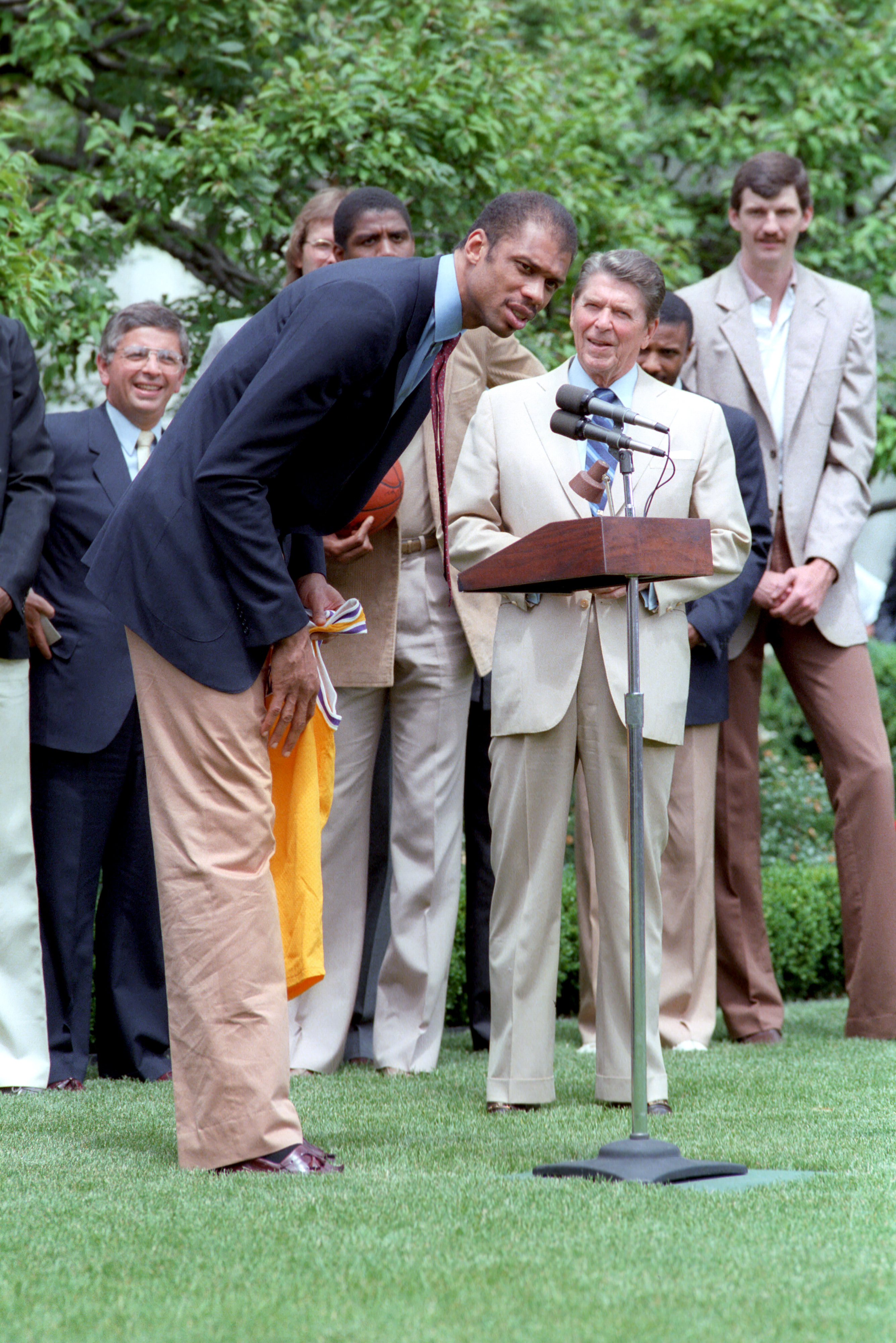
Abdul-Jabbar con i Lakers del 1985 ospiti del presidente Ronald Reagan alla Casa Bianca dopo la vittoria del campionato NBA.

#### NBA
- Campionato NBA: 6

Milwaukee Bucks: 1971
Los Angeles Lakers: 1980, 1982, 1985, 1987, 1988
- MVP della regular season: 6 (record)

1971, 1972, 1974, 1976, 1977, 1980
- MVP delle finali: 2

1971, 1985
- Miglior marcatore NBA: 2

1971, 1972
- Miglior rimbalzista NBA: 1

1976
- Miglior stoppatore NBA: 4 (record condiviso con Mark Eaton e Marcus Camby)

1975, 1976, 1979, 1980
- Rookie dell'anno: 1

1970
- NBA All-Rookie First Team: 1

1970
- All-NBA Team[N 1]: 15

First Team: 1971, 1972, 1973, 1974, 1976, 1977, 1980, 1981, 1984, 1986
Second Team: 1970, 1978, 1979, 1983, 1985
- NBA All-Defensive Team: 11

First Team: 1974, 1975, 1979, 1980, 1981
Second Team: 1970, 1971, 1976, 1977, 1978, 1984
- NBA All-Star Game: 19

1970, 1971, 1972, 1973, 1974, 1975, 1976, 1977, 1979, 1980, 1981, 1982, 1983, 1984, 1985, 1986, 1987, 1988, 1989
1. ↑  Tutti gli inserimenti avvenuti prima che fosse introdotto l'All-NBA Third Team

#### College
- Campionato NCAA: 3

UCLA Bruins: 1967, 1968, 1969
- NCAA Most Outstanding Player: 3 (record)

1967, 1968, 1969
- AP College Basketball Player of the Year: 2

1967, 1969
- UPI College Basketball Player of the Year: 2

1967, 1969
- Oscar Robertson Trophy: 2

1967, 1968
- Sporting News Men's College Basketball Player of the Year: 2

1967, 1969
- Naismith College Player of the Year: 1

1969
- NCAA AP All-America First Team: 3

1967, 1968, 1969

### Allenatore
- Campionato USBL: 1

Oklahoma Storm: 2002

## Arti marziali
Tra le tante attività che intraprese ci furono anche le arti marziali. Iniziò ad interessarsene durante il periodo al college, studiando però a New York e cominciando con l'aikido, arte giapponese. Tornato a Los Angeles, si consultò con Mitoshi Uyehara, fondatore di Black Belt, che lo indirizzò a Bruce Lee per continuare i suoi studi. Lee era maestro di kung fu, arte cinese, e sarebbe diventato da lì a poco star di Hollywood, ad oggi considerato uno dei più influenti artisti marziali di sempre. I due si allenarono insieme per quattro anni, arrivando a imparare il celebre Jeet Kune Do.
Il loro rapporto allievo-maestro si sviluppò rapidamente in un'amicizia stretta basata su un rispetto reciproco. Abdul-Jabbar sostiene che Lee lo abbia influenzato sia dal punto di vista fisico che mentale, aiutandolo a formarsi anche come giocatore di basket. A Lee, che dava molta importanza allo stretching, deve il suo interesse allo yoga, che lo aiutò a prolungare la sua carriera.
Nel 1972 fece il suo debutto cinematografico girando una scena del nuovo film di Lee, dove interpretava il personaggio di Hakim. Il film fu pubblicato solo sei anni dopo sotto il nome di L'ultimo combattimento di Chen (in inglese Game of Death) a causa della morte prematura di Lee, avvenuta nel 1973. La pellicola contiene sia scene postume che scene girate anni prima, tra cui il celebre combattimento tra Billy Lo (interpretato da Lee) e Hakim, in cui salta all'occhio la differenza d'altezza (170 cm contro 218 cm).

## Vita privata
Conobbe la futura moglie Janice Brown, anch'essa di New York, al college. I due si sposarono nel 1971, quando lei, cristiana, si convertì all'Islam e assunse il nome arabo Habiba Abdul-Jabbar, seguendo le orme del marito. Si separarono nel 1973, anche se continuarono ad avere figli insieme, e infine divorziarono nel 1978. Con la moglie ebbe due figlie, Habiba e Sultana, e un figlio, Kareem Jr., che giocò a basket alla Western Kentucky University ma non lasciò il segno da professionista. Si frequentò poi con Cheryl Pistono, conosciuta nel 1977, con cui ebbe un figlio, Amir, ma non si sposò mai. Ebbe poi un quinto figlio, Adam, con cui apparve nella sitcom Gli amici di papà.
Nella notte del 30 gennaio 1983 la sua casa situata a Bel Air, nell'area di Los Angeles, andò a fuoco in seguito a un incendio. In quel momento era fuori città a giocare la stagione regolare con i Lakers. Nella casa c'erano la fidanzata Cheryl, il figlio Amir e altre quattro persone. Tutti si salvarono senza riportare ferite dopo essersi svegliati ed essere riusciti a scappare in tempo. L'incendio distrusse il 90% dell'abitazione di 650 metri quadri, come comunicato dai vigili del fuoco. Tra le cose distrutte vi furono foto di famiglia, vestiti, premi sportivi e intere collezioni di tappeti persiani, testi sacri e album jazz. La collezione di album jazz, a lui particolarmente cara, contava circa 3.000 LP che andarono tutti distrutti. Tornato a Los Angeles, ricevette un grande supporto dai tifosi, molti dei quali gli inviarono o portarono nuovi album.

### Problemi di salute
Fin da quando giocava in NBA soffre di emicrania e per ridurre i sintomi ricorre spesso all'uso di cannabis, cosa che ha portato a conseguenze legali.
Nel novembre 2009 annunciò che nel dicembre dell'anno precedente gli fu diagnosticata una rara forma di leucemia, la leucemia mieloide cronica, un tumore del sangue e del midollo osseo. Nel febbraio 2011 dichiarò pubblicamente su Twitter che la possibilità di cancro fosse ridotta al minimo possibile. È diventato portavoce di Novartis, la società che produce Glivec, il farmaco contro la sua malattia.
Nell'aprile 2015 fu ricoverato in ospedale dopo che gli fu diagnosticata una malattia cardiovascolare, a cui seguì un intervento di quadruplo bypass coronarico presso l'UCLA Medical Center.

## Cause legali
Nel 1997 intraprese una causa legale ai danni di Karim Abdul-Jabbar, running back dei Miami Dolphins della NFL. Il giocatore dei Dolphins oltre ad avere lo stesso cognome del cestista, assunto a seguito della conversione all'Islam, vestiva anche il suo numero storico 33. A detta sua si trattava di una coincidenza in quanto il nome gli fu conferito da un Imam e il numero era ispirato all'ex giocatore di football Tony Dorsett. I due raggiunsero un accordo in via extragiudiziale stabilendo che il cestista detenesse i diritti sul nome per scopi commerciali e il giocatore di football cambiò nome in Abdul-Karim al-Jabbar.

## Opere

### Biografie
- Giants Steps: The Autobiography of Kareem Abdul-Jabbar[139] con Peter Knobler, New York, Bantam Books, 1983. ISBN 0-553-05044-3.
- Kareem[140] con Mignon McCarthy, New York, Random House, 1990. ISBN 0-394-55927-4.
- Black Profiles in Courage: A Legacy of African-American Achievement[141] con Alan Steinberg, New York, William Morrow & Co, 1996. ISBN 0-688-13097-6.
- A Season on the Reservation: My Sojourn with the White Mountain Apaches[142] con Stephen Singular, New York, William Morrow & Co, 2000. ISBN 0-688-17077-3.
- Brothers in Arms: The Epic Story of the 761st Tank Battalion, World War II's Forgotten Heroes[143] con Anthony Walton, New York, Broadway Books, 2004. ISBN 978-0-7679-0913-6.
- On the Shoulders of Giants: My Journey Through the Harlem Renaissance[144] con Raymond Obstfeld, New York, Simon & Schuster, 2007. ISBN 978-1-4165-3488-4.
- What Color Is My World? The Lost History of African American Inventors[145] con Raymond Obstfeld, Somerville, Candlewick Press, 2012. ISBN 978-0-7636-4564-9.
- Writings on the Wall: Searching for a New Equality Beyond Black and White[146] con Raymond Obstfeld, New York, Time Inc., 2016. ISBN 978-1-6189-3171-9.
- Coach Wooden and Me: Our 50-Year Friendship On and Off the Court[147], New York, Grand Central Publishing, 2017. ISBN 978-1-4555-7124-6.
- Becoming Kareem: Growing Up On and Off the Court[148], New York, Little, Brown & Co, 2017. ISBN 978-0-3165-5538-8.

### Romanzi
- Sasquatch in the Paint[149] con Raymond Obstfeld, New York, Disney-Hyperion Books, 2013. ISBN 978-1-4231-7870-5.
- Stealing the Game[150] con Raymond Obstfeld, Los Angeles, Disney-Hyperion Books, 2015. ISBN 978-1-4231-7871-2.
- Mycroft Holmes[151] con Anna Waterhouse, Londra, Titan Comics, 2015. ISBN 978-1-7832-9153-3.
- Mycroft Holmes and The Apocalypse Handbook[152] con Anna Waterhouse, Londra, Titan Comics, 2017. ISBN 978-1-7858-5300-5
- Mycroft and Sherlock[153] con Anna Waterhouse, Londra, Titan Comics, 2018. ISBN 978-1-7856-5925-6.
- Mycroft and Sherlock: The Empty Birdcage[154] con Anna Waterhouse, Londra, Titan Comics, 2019. ISBN 978-1-7856-5930-0.

## Filmografia

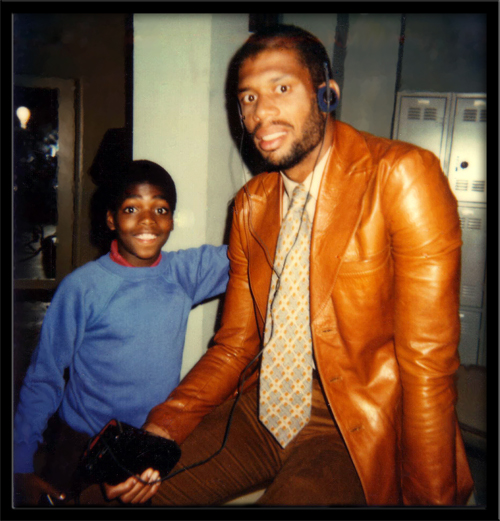
Shavar Ross e Kareem Abdul-Jabbar sul set di Il mio amico Arnold, 1982 circa

### Attore

#### Cinema
- L'ultimo combattimento di Chen (Game of Death), regia di Robert Clouse (1978): utilizzando materiale di archivio risalente al 1972
- L'aereo più pazzo del mondo (Airplane!), regia di Zucker-Abraham-Zucker (1980)
- Fletch - Un colpo da prima pagina (Fletch), regia di Michael Ritchie (1985): interpretando se stesso
- In campeggio a Beverly Hills (Troop Beverly Hills), regia di Jeff Kanew (1989): interpretando se stesso
- Piccoli grandi eroi (D2: The Mighty Ducks), regia di Sam Weisman (1994): interpretando se stesso
- Forget Paris, regia di Billy Crystal (1995): interpretando se stesso
- Slam Dunk Ernest, regia di John Cherry (1995)
- Baseketball, regia di David Zucker (1998): interpretando se stesso
- Glass Onion: Knives Out, regia di Rian Johnson (2022): interpretando se stesso

#### Televisione
- Squadra emergenza (Emergency!) – serie TV, episodio 4x09 (1974)
- L'uomo di Atlantide (Man from Atlantis) – serie TV, episodio 1x08 (1977)
- Il mio amico Arnold (Diff'rent Strokes) – serie TV, episodi 5x06-8x06 (1982-1985)
- Un salto nel buio (Tales from the Darkside) – serie TV, episodio 1x10 (1985)
- I quattro della scuola di polizia (21 Jump Street) – serie TV, episodio 4x17 (1990)
- Amen – serie TV, episodio 5x12 (1991)
- Willy, il principe di Bel-Air (The Fresh Prince of Bel-Air) – serie TV, episodio 5x06 (1994): interpretando se stesso
- L'ombra dello scorpione (The Stand) – miniserie TV (1994)
- Gli amici di papà (Full House) – serie TV, episodio 8x16 (1995): interpretando se stesso
- Martin – serie TV, episodio 4x27 (1996)
- Tutti amano Raymond (Everybody Loves Raymond) – serie TV, episodio 1x06 (1996): interpretando se stesso
- Living Single – serie TV, episodio 4x15 (1997): interpretando se stesso
- Scrubs - Medici ai primi ferri (Scrubs) – serie TV, episodio 5x12 (2006): interpretando se stesso
- The Colbert Report – talk show, episodio 7x68 (2011): interpretando se stesso
- New Girl – serie TV, episodio 1x20 (2012): interpretando se stesso
- Guys with Kids – serie TV, episodi 1x01-1x08 (2012): interpretando se stesso
- Celebrity Splash! – reality, (2013): interpretando se stesso
- Dancing with the Stars – reality, stagione 26 (2018): interpretando se stesso
- The Big Bang Theory – serie TV, episodio 12x16 (2019)
- Dave – serie TV, episodio 2x04 (2021): interpretando se stesso
- Billions – serie TV, episodio 7x03 (2023): interpretando se stesso

### Produttore
- The Vernon John's Story, regia di Kenneth Fink (1994)

### Sceneggiatore
- On the Shoulders of Giants: The Story of the Greatest Team You Never Heard Of, regia di Deborah Morales (2011) – documentario

### Narratore
- Black Patriots: Heroes of the Revolution (2020) – documentario
- Fight the Power: The Movements That Changed America (2021) – documentario
- Black Patriots: Heroes of the Civil War (2022) – documentario

### Doppiatore
- I Simpson (The Simpson) – serie animata, episodio 22x17 (2011)

## Doppiatori italiani
Nelle versioni in italiano delle opere in cui ha recitato, Kareem Abdul-Jabbar è stato doppiato da:
- Paolo Poiret ne L'aereo più pazzo del mondo
- Pierluigi Astore in Glass Onion: Knives Out
- Stefano Mondini in iZombie
- Stefano Oppedisano in Billions

## Nomine e riconoscimenti

### Governo

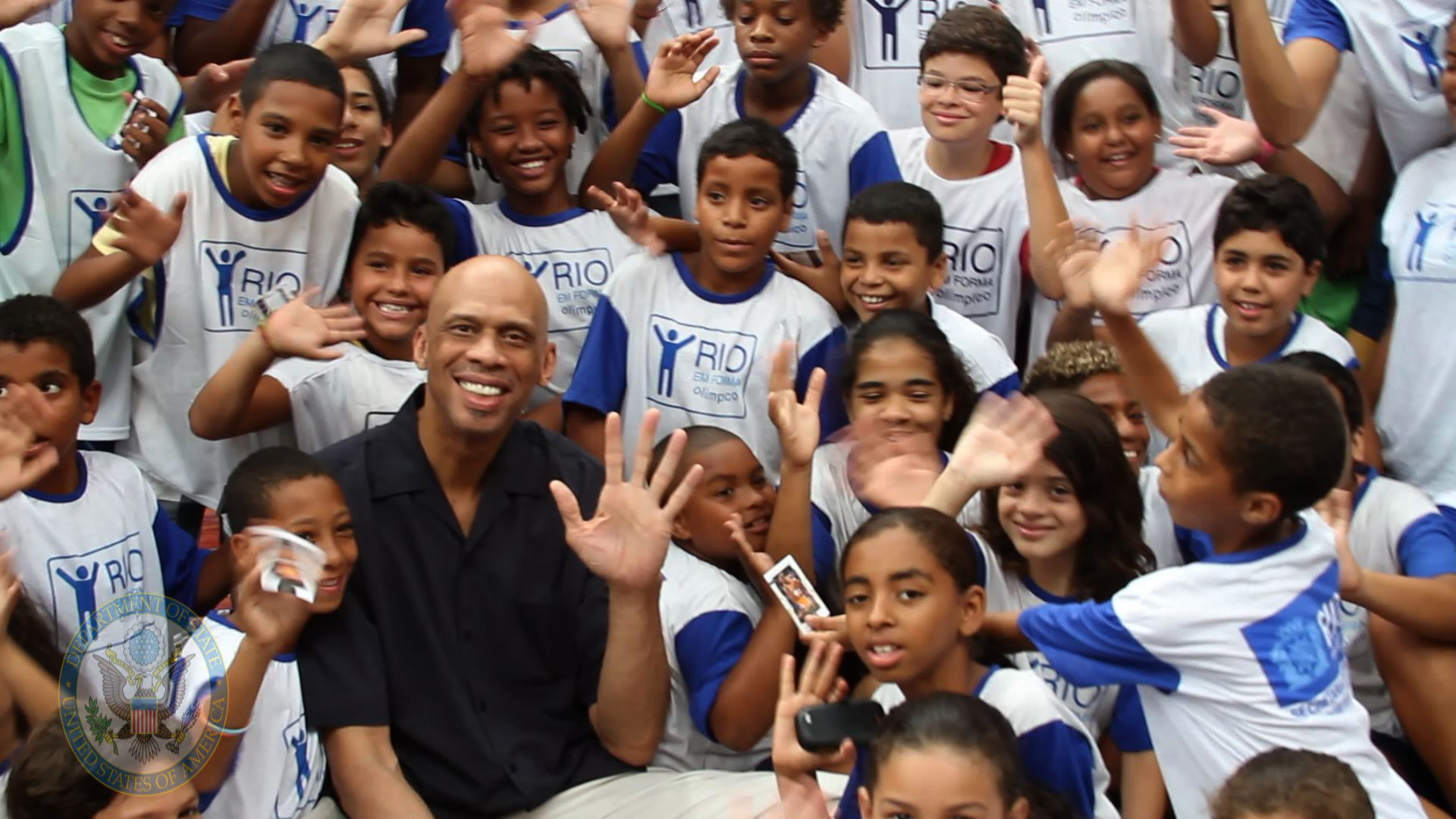
Abdul-Jabbar circondato da bambini brasiliani a Rio de Janeiro nel 2012

Nel gennaio 2012, il segretario di Stato degli Stati Uniti Hillary Clinton annunciò che Abdul-Jabbar aveva accettato di diventare ambasciatore culturale per la nazione, rendendolo il primo sportivo a ricoprire questo ruolo sotto il governo Obama. Dopo la nomina si recò in Brasile per promuovere l'istruzione ai giovani locali.

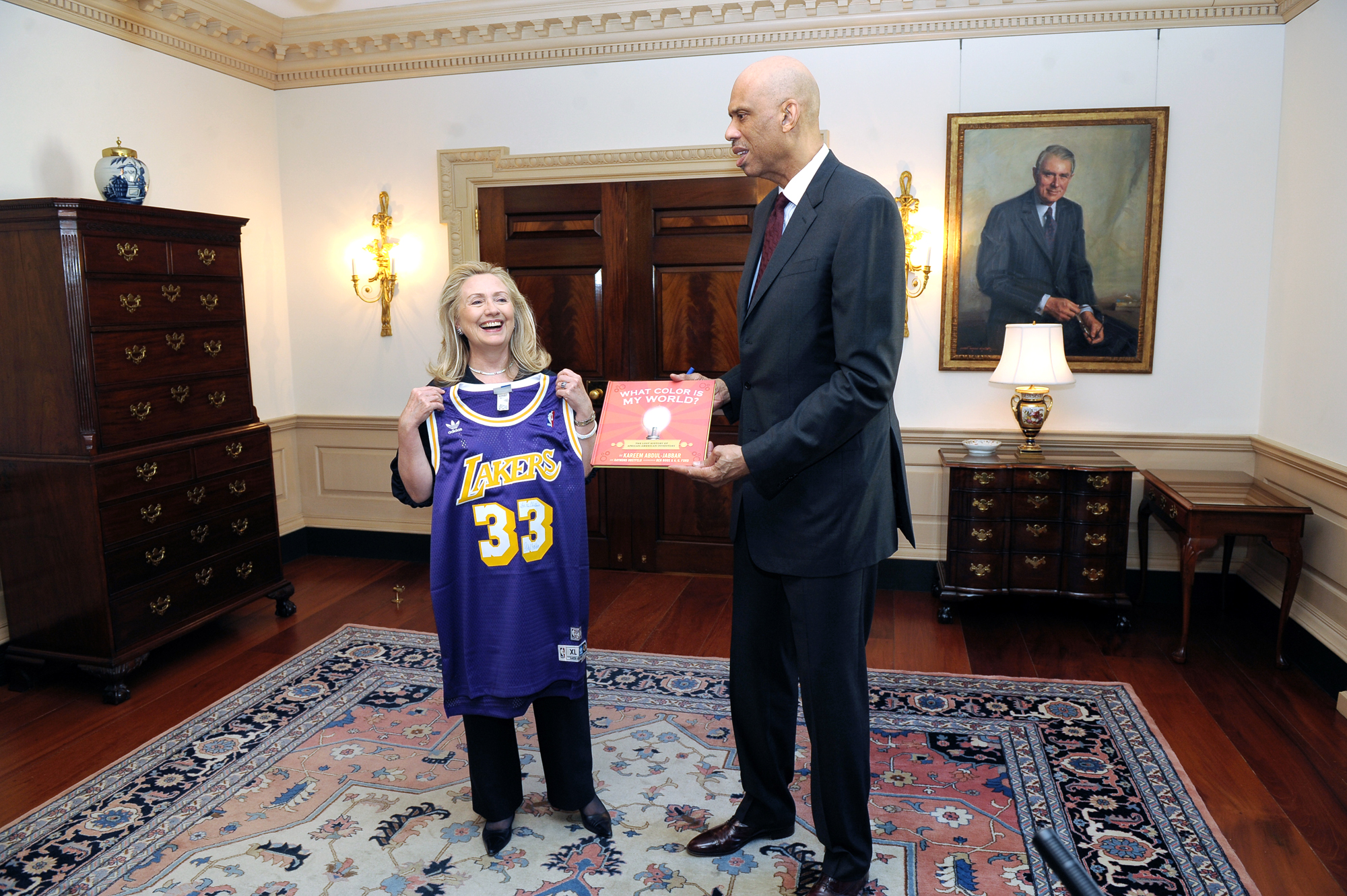
L'incontro tra Hillary Clinton e Abdul-Jabbar al Dipartimento di Stato degli Stati Uniti d'America

Nel gennaio 2017, nei suoi ultimi giorni di mandato, Obama lo nominò nel Consiglio Presidenziale su Fitness, Sport e Nutrizione insieme alla ginnasta Gabrielle Douglas e alla calciatrice Carli Lloyd.
Sempre nel gennaio 2017, fu nominato membro del Citizens Coinage Advisory Committee, il comitato consultivo per la monetazione dei cittadini, dal segretario al tesoro degli Stati Uniti Steven Mnuchin, per poi dimettersi nel 2018.

### Impegno nel sociale

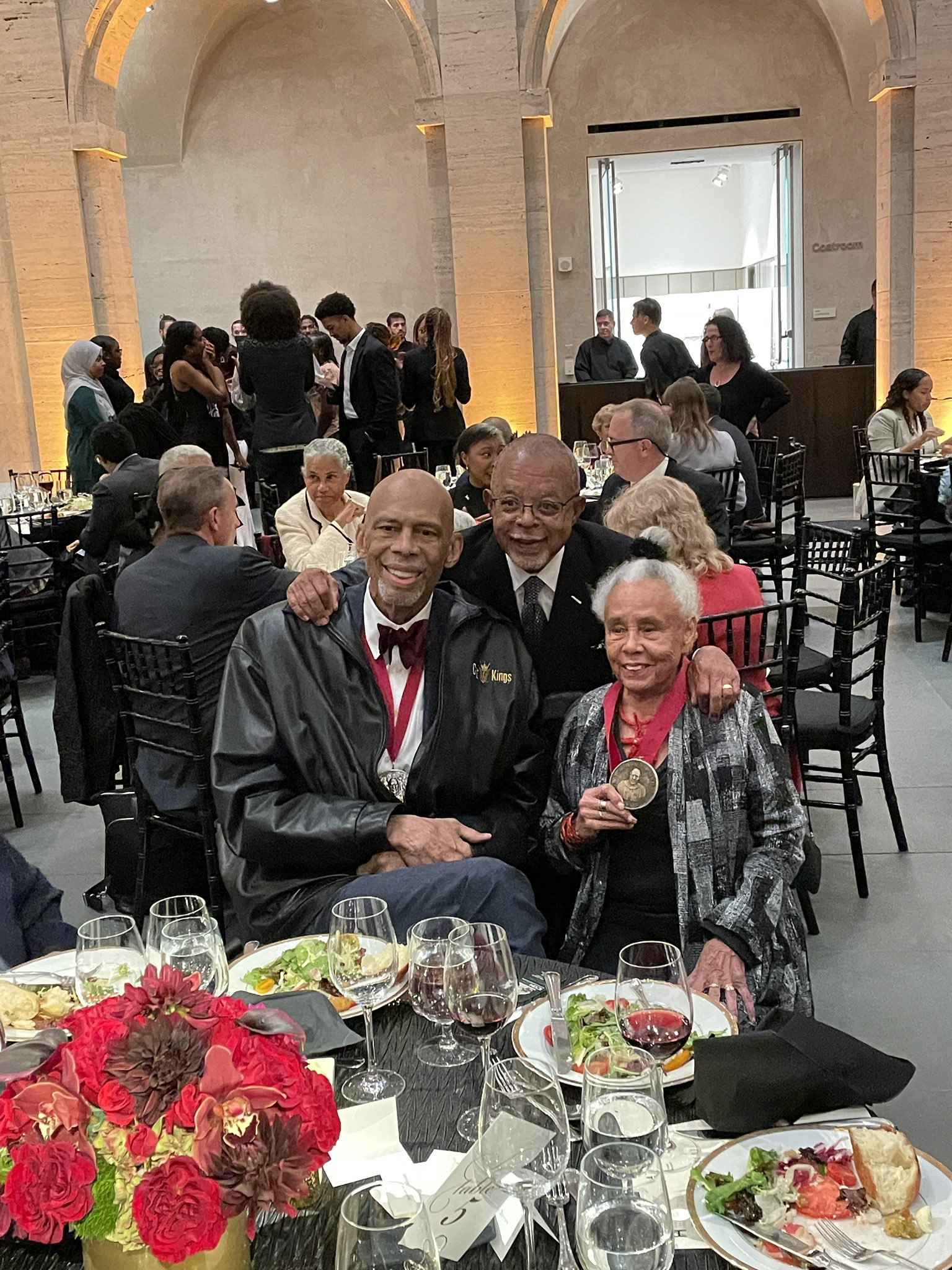
Abdul-Jabbar (a sinistra) con Henry Louis Gates e Bettye Saar dopo aver ricevuto la W.E.B. Du Bois Medal ad Harvard nel 2022

Nel 2011 ricevette la Double Helix Medal per il suo impegno di sensibilizzazione nella ricerca al cancro.
Sempre nel 2011, il procuratore generale Eric Holder gli consegnò la Abraham Lincoln Medal per il suo impegno nell'istruzione e nell'uguaglianza.
Nel 2022 ha ricevuto la W.E.B. Du Bois Medal, la più alta onorificenza del Hutchins Center for African and African American Research dell'Università di Harvard conferita a coloro che "incarnano i valori di impegno e determinazione fondamentali per l'esperienza dei neri in America".
Sempre nel 2022 ha ricevuto il Ally Against Antisemitism Award, premio annuale conferito dal Friends of Simon Wiesenthal Center di Toronto che premia le sue azioni contro l'antisemitismo, culminate con le recenti condanne in merito alle dichiarazioni antisemite del noto rapper Kanye West.
A lui è stato intitolato il premio NBA Kareem Abdul-Jabbar Social Justice Champion Award, conferito al giocatore più impegnato nella giustizia sociale.

### Sport

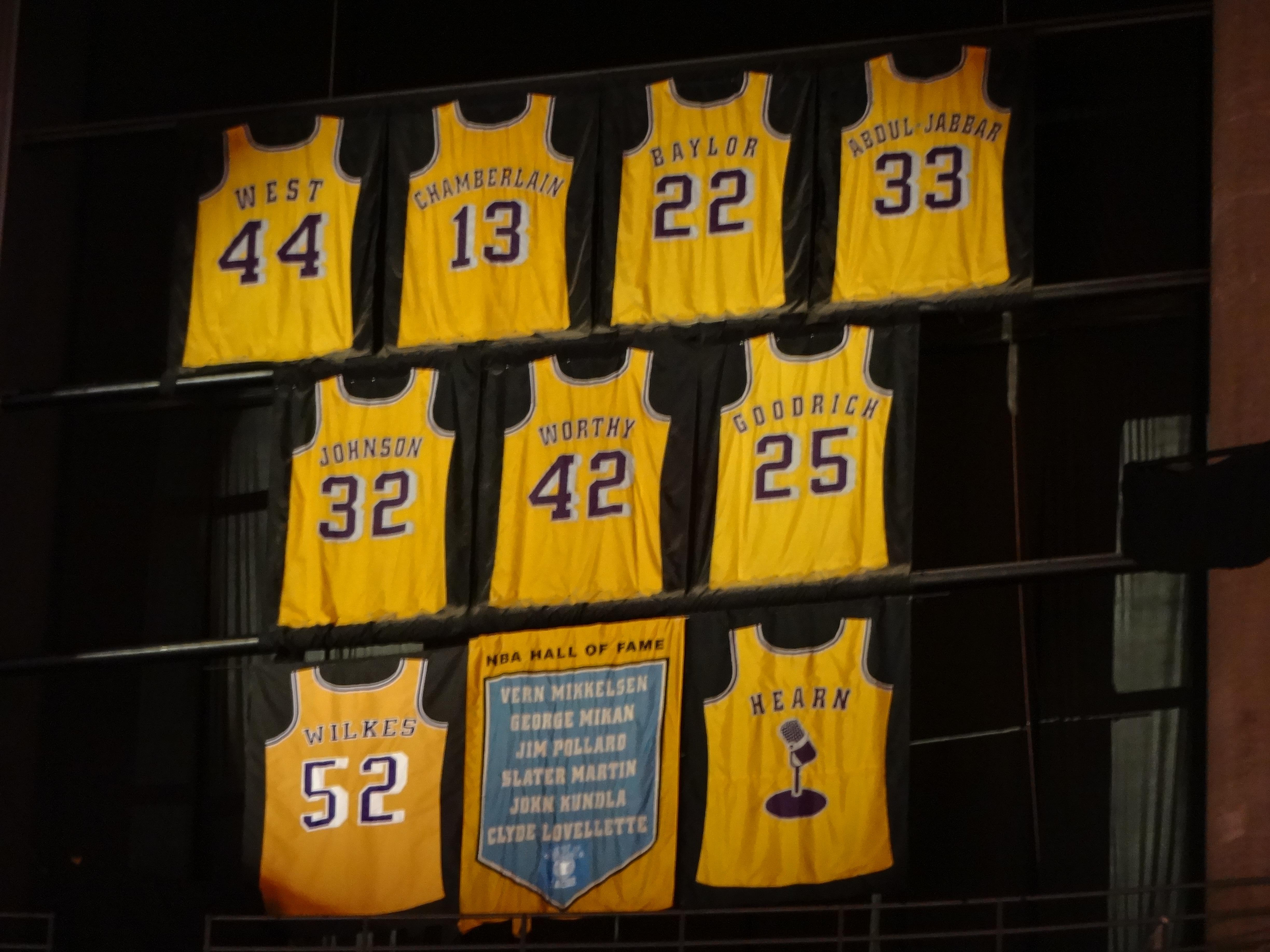
Le maglie ritirate dai Los Angeles Lakers

Nel 1985 fu eletto Sportsman of the Year dal periodico statunitense Sports Illustrated.
Il 3 febbraio 1990 la sua maglia numero 33 è stata ritirata dalla squadra di pallacanestro maschile degli UCLA Bruins. Il 20 marzo 1990 la sua maglia numero 33 è stata ritirata dai Los Angeles Lakers. Il 24 aprile 1993 la sua maglia numero 33 è stata ritirata dai Milwaukee Bucks.
Nel 1995 fu inserito nel Naismith Memorial Basketball Hall of Fame in qualità di giocatore. Nel 2007 fu introdotto nel National Collegiate Basketball Hall of Fame.
Il 16 febbraio 2012, fuori dallo Staples Center, palazzetto dei Los Angeles Lakers, fu inaugurata una sua statua in bronzo che lo ritrae nell'azione del suo celebre gancio cielo.
A lui è dedicato il premio del Naismith Memorial Basketball Hall of Fame Kareem Abdul-Jabbar Award, che premia il miglior centro collegiale dell'anno.